# 조직행동
아래는 조직 행동론에 대한 내용이다.

## 개념

### 조직의 개념 및 속성
브라운(A. Brown): 전통적인 조직이론가의 한 사람인 브라운(A. Brown)은 조직이란 보다 효과적인 관리를 위해 조직구성원의 직무와 그 직무의 상호관계를 규정 하는 것이라고 조직의 개념을 정의한 바 있다.
바나드(C. I. Barnard): 근대 조직론의 창시자라 할 수 있는 바나드(C. I. Barnard1886~ 1961)는 “조직이란 공헌할 의욕을가진 두 사람 이상이 공통의 목표를 달성하기 위해 상호작용 하는 협력체계” 라고 하였다.
카츠와칸(D. Katz & R. Kahn): 카츠와칸(D. Katz & R. Kahn)은 조직은 공동목표를 달성하기 위해 구성원들이 상호작용 하는 집단으로서 내부적으로도 서로의 관계를 규정하고 조정하는 장치가 필요하지만, 다른 한 편으로는 살아있는 개방시스템(open system)으로서 변화하는 환경에 적응하는 구조도 갖추고 있다고 하였다.
크로지에(M. Crozier): 크로지에(M. Crozier)는 조직을 정태적 고정체로 보지 않고 구성원들의 권력게임행동에 따라 수시로변화하는 동태적 변동체로 파악하였다.

### 조직행동론의 정의
호제트와 앨트만(R. M. Hodgetts & Altman): 조직행동론은 조직환경에서의 인간의 행동을 설명•예측•통제하는 학문이다.
던컨(W. J. Duncan): 조직행동론은 조직 내 인간행동의 모든 측면에 관한 연구영역을 말하는 것으로서 조직의 인간에 대한, 또한 인간의 조직에 대한 영향을 포함한다.
로빈스(S. P. Robbins): 조직행동론은 조직의 효율성 개선을 위해 지식을 응용할 목적으로 개인•집단•구조가 조직행동에 미치는 영향을 연구하는 분야이다.
그린버그와 바론(J. Greenberg & A. Baron): 조직행동이란 개인행동•집단행동•조직(체)행동과정을 체계적으로 연구함으로써 조직을 둘러싼 인간행동의 지식을 탐구하는 분야
켈리(J. Kelly): 조직행동론은 조직 상황에 있어서의 인간의 행동과 태도, 인간의 지각•행동에 대한 조직의 영향, 조직에 대한 인간의 영향, 특히 조직목표의 달성을 위하여 인간의 행동이 어떻게 영향을 미치는가를 규명하는 학문이다.

## 연구대상 및 모형

### 밀튼 연구
밀튼(C. R. Milton)은 조직행동이 ①개인차원(individual level)과 ②집단차원(group level) 및 ③조직차원(organizational level) 등에서 검토될 수 있는데, 이러한 내용은 행동모형(model of behavior)으로 나타날 수 있다.

#### 개인차원의 행동
조직행동에 관한 이해를 개발시키기 위한 모형은 개인차원에서의 행동으로부터 시작된다.
[도표1-1]에서 보는 바와 같이 개인행동을 유발시키는 주요한 요소는 ①지각(perception), ②태도(attitudes), ③가치관(values), ④모티베이션, ⑤퍼스낼리티 등의5가지로집약되는데, 이들 요소는 개인의 유효성과 성과에 영향을 미치고 있다. 한편, 개인적 유효성과 직무만족 및 모티베이션 등의 변수는 개인별 과업과 의무를 구체화하는 직무설계에 따라 영향을 받고 있다.

#### 집단차원의 행동

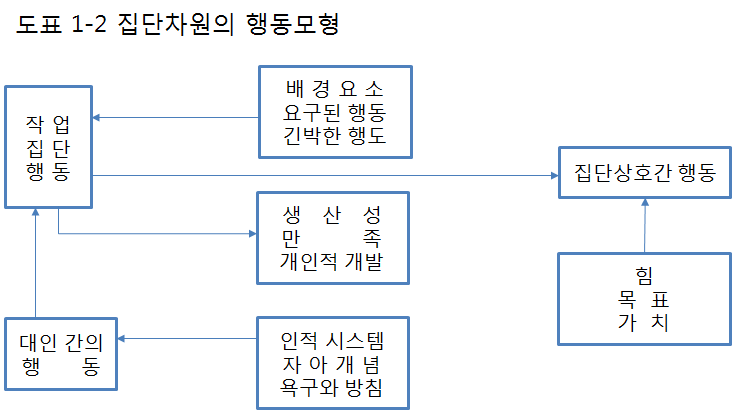

두 번째 조직행동의 모형은 집단차원에서의 행동모형을 들 수 있는데, 이는 [도표1-2]로 요약•도시된다. 도표에서 개인은 그가 속한 작업집단 내의 다른 사람과 상호작용을 하기 때문에, 개인 간의 행동은 사람과 사람을 연결시킨다. 그리고 두 사람이 상간의 개인적 상호작용(personal interactions)은 인적 시스템과 자아 개념 및 욕구에 따른 대인간의 방침에 의해서 영향을 받게 된다. 작업집단행동(work group behavior)은 배경요소(기술과 경영실제 및 경제적 영향 등)와 요구된 행동 및 긴급한 행동 등의 관점에서 나타날 수 있다. 그러므로 집단행동의 결과는 생산성과 만족 및 개인적 개발의 측면에서 평가될 수 있다. 특히 대부분의 작업 집단은 그 집단 자체만으로는 작업을 수행할 수 없기 때문에 다른 작업 집단과의 상호 작용을 통해서 목표를 달성하게 된다. 따라서 집단 간의 행동은 타 집단의 힘과 목표 및 가치관에 크게 영향을 받게 된다.

#### 조직차원의 행동

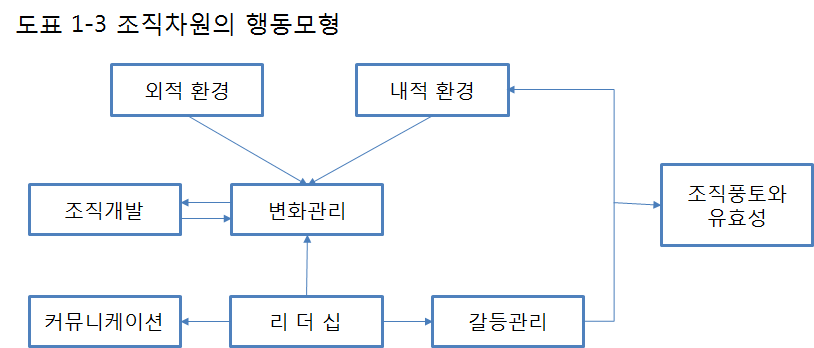

세 번째 조직행동의 모형은 [도표1-3]에서 보여주는 바와 같이 조직차원의 행동모형이다. 도표와 같이 조직차원에서의 조직행동은 직접 관리하고 지휘하는 사람에 의하여 크게 영향을 받기 때문에 리더십이 개인, 집단 및 조직차원에서 행동을 형성하는데 중심적 역할을 한다. 이 때에 효율적인 리더십이 발휘되기 위해서는 조직과 관련을 갖고 있는 여러 당사자들과의 커뮤니케이션(communication)의 원활화를 위해 더욱 많은 노력을 하여야 한다.
그리고 변화관리(management of change)란 내•외적 원천에서 기인되는 변화에 대한 반응을 말한다. 한편 조직개발은 행동의 개인, 집단 및 조직차원에서 특정요인(사람, 과업, 구조, 기술)들을 변화시키기 위한 하나의 접근방법이라 할 수 있다. 조직 차원에서의 마지막 요인은 갈등관리(management of conflict)를 다루고 있다. 그리고 조직풍토(organizational climate)와 조직유효성이란 세 번째의 행동모형, 즉 조직차원에서의 행동의 결과 또는 산출로 볼 수 있다.

#### 통합모형

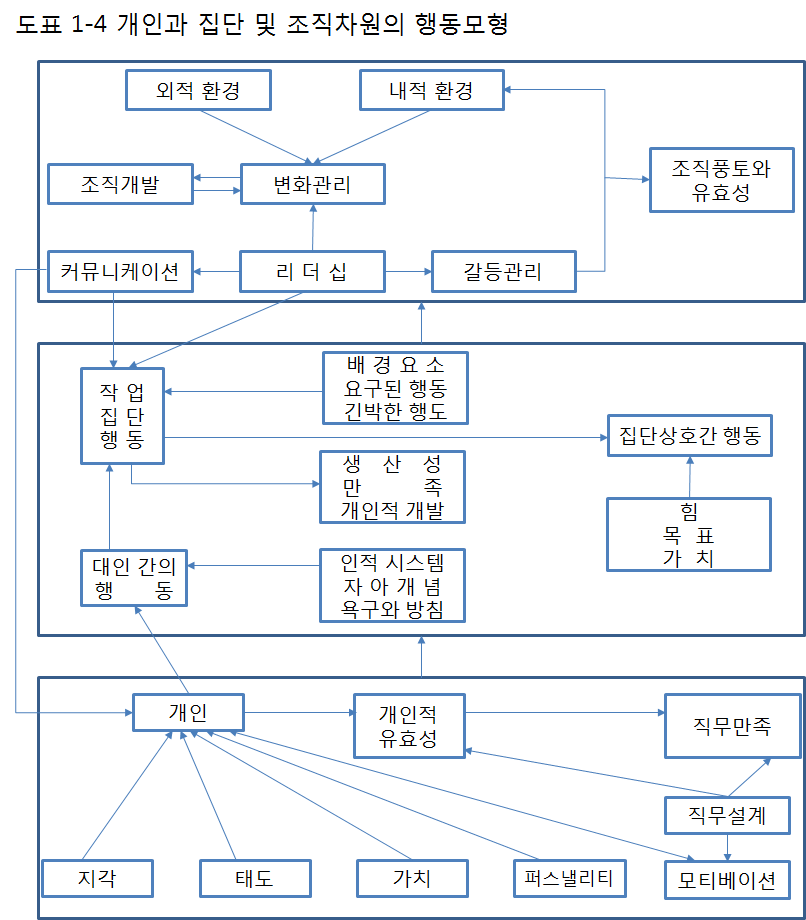

통합모형이라고 하면 위에서 언급된 세 가지 모형(개인과 집단 및 조직차원에서의 모형)을 행동적 차원에서 결합시켜 [도표1-4]로 요약•도시된 내용을 의미한다. 이 모형에서는 세 가지 행동차원과 주요 변수와 변수 간의 연결 내지 결합의 문제를 강조하고 있다.

### 로빈스 연구
로빈스(S. P. Robbins)는 조직 행동의 영역을 정의하고 매개변수를 탐색하며 기본적인 독립변수와 종속변수를 규명하면서 조직행동의 기본모형을 제시하고 있다.
로빈스의 조직행동기본모델(contigency OB model)은[그림]과 같이 네 개의 주요 종속변수와 조직행동의 분석수준에 따라 분류된 많은 독립변수로 구성되어 있으며, 다양한 독립변수가 종속변수에 각각 차별적인 영향관계를 갖고 있음을 보여주고 있다.

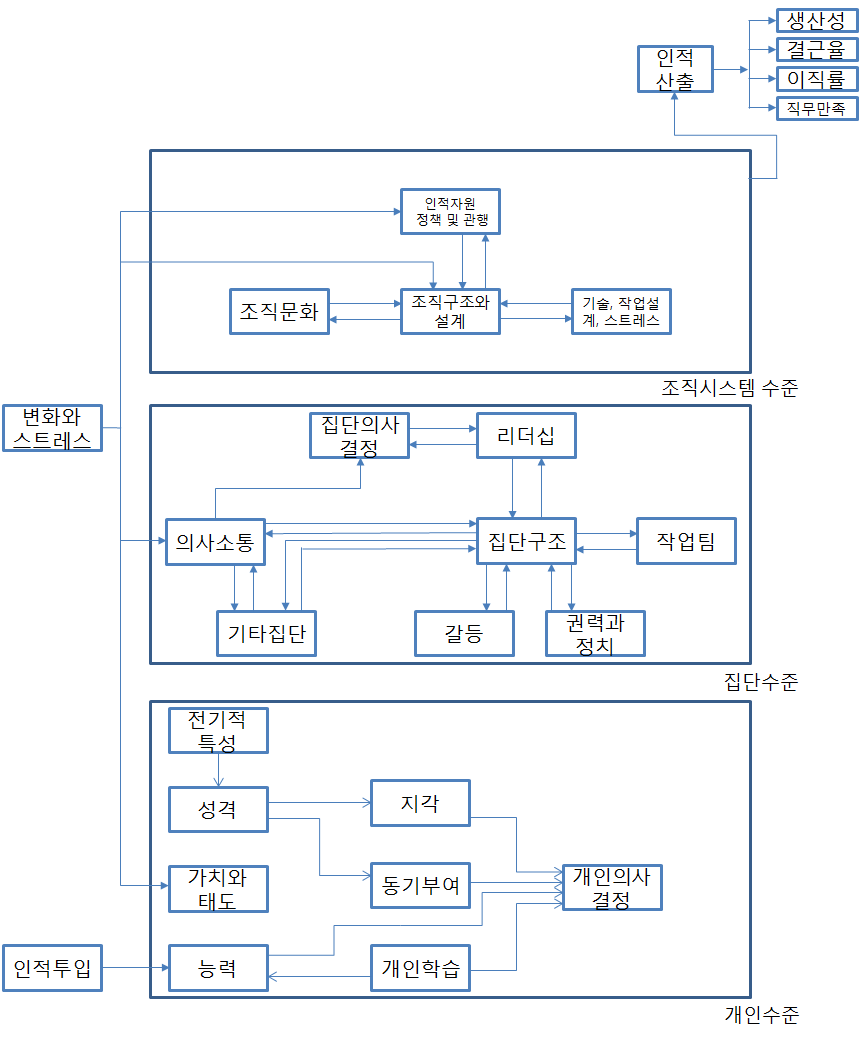
조직행동기본모델(contigency OB model)

이 모형은 다양한 상황변수 간의 영향관계가 다소 복잡성을 보이고 있으나, 세 가지 조직행동 분석수준의 변수들 간의 관련관계를 포함함으로써 조직(체)행동의 관련성을 이해하는데 도움이 되고 있다. 예를 들면 조직구조는 리더십에 관계된다. 즉, 경영층은 리더십을 통하여 집단행동에 영향력을 발휘하며, 커뮤니케이션은 개인들의 정보 전달 수단으로서 개인 행동과 집단 행동을 연결시키는 역할을 한다.
그러므로 조직행동론은 개인•집단•구조가 조직 내부 행동에 대하여 갖는 영향 관계를 연구하고 조직을 효율적으로 일하도록 만들기 위한 지식을 응용하여 생산성을 개선하고 이직률•결근율을 감소시키며, 종업원의 직무만족을 증대시키기 위한 방법에 초점을 두고 있다.

#### 종속변수
종속변수(dependent variables)는 특정한 독립변수에 의하여 영향을 받는 반응요인을 말한다. 조직연구자들은 조직행동의 주요 종속 변수로 생산성•결근율•이직률•직무만족 등을 강조하고 있으며, 이들 네 가지 요인은 흔히 조직의 인적 자원에 대한 효율성을 결정하는 주요 변수로 이용되고 있다.
(1)생산성 :
생산성(productivity)은 일반적으로 투입(input)과 산출(output)의 비율로 나타내는데 이는 생산 과정에서 소비된 투입요소를 산출물로 전환시키는데 가장 낮은 비용으로 목표를 달성하는 것을 의미한다. 생산성은능률성(efficiency)으로도 표현 될 수 있는데 능률성이란 어떤 일을 성취시키기 위하여 필요한 투입량에 대한 효율적인 산출량의 비율을 일컫는다. 다시 말하면 투입과 사회적 비용을 최소화하여 어떤 목적을 성취시키는 것을 말한다. 한편, 성과 측면에서 효과성(effectiveness)은 경영의 의사결정을 주도하는 원리로서 어떤 행동이나 의사결정이양•질•시간•비용의 관점에서 목표의 달성 정도를 의미하는 것으로 사용되고 있다.
(2)결근율 :
어떤 조직에서나 정상적인 수준을 초과하는 결근율(absenteeism)은 조직의 효율성과 능률에 직접적인 영향을 미치게 된다. 다시 말하면 결근은 작업의 흐름을 분열시키고 중요 의사 결정을 지연시키며 조립생산기술조직에서는 제품의 급격한 품질저하 또는 생산시설의 완전한 조업중단을 초래하게 된다. 미국과 캐나다의 연간 결근비용은 각각400억달러와120억달러로추산되며,  한 사람의 사무직 근로자의 1일 결근비용은 100달러의 능률이 감소하는 것으로 계산되고 있다.
(3)이직률 :
조직의 이직률(turnover)은 일반적으로 모집•선발•훈련비용의 증가를 초래한다. 때로는 이직이 낮은 성과자를 유능하고 높은 동기부여 근로자로 대체하거나, 새로운 승진기회 또는 새로운 아이디어를 제공할 수 있는 기회를 창출할 수 있으나, 조직이 원하지 않는 인재의 손실을 가져오기도 한다. 더욱이 지나친 이직률이나 주요성과자의 이직은 조직유효성을 분열시키거나 방해하는 심각한 원인이 되고 있다.
(4) 직무만족 :
직무만족(job satisfaction)은 직무에 대한 일반적인 태도로서 로빈스는 근로자가 받고 있는 보상과 그가 받아야 한다고 믿는 보상액과의 차이라고 단순히 정의하고 있다.

#### 독립변수
독립변수(independent variables)란 종속변수에 대하여 어떤 변화의 원인이 될 것으로 추정되는 요인을 말하는 것으로서, 여기에서는 위에서 살펴본 생산성•결근율•이직률•직무만족에 영향을 미칠 수 있는 주요결정요인을 일컫는다. 조직 연구자들은 조직행동을 개인, 집단, 조직(체)행동의 세 가지 차원으로 구분하고, 이를 조직행동 연구모형의 독립변수로 하여 종속변수에 대한 주요 영향요인으로 다루고 있다.
(1) 개인수준변수 :
개인들은 다양한 학습과 경험을 통하여 형성된 특성을 지니고 조직체에 들어오게 되는데 이러한 개인적 특성이 과업행동에 중요한 영향을 미치게 된다. 개인적 특성은 연령•성별•결혼관계와 같은 인구통계적 특성, 가치관, 태도 그리고 기본적 능력수준 등 네 가지로 들 수 있는데, 이러한 요인들은 경영층에 의하여 다소 변화될 수 있으나 대부분 본래의 특성에 따라 조직 내의 개인행동 즉, 지각, 의사결정, 학습, 동기부여에 영향을 미치게 된다.
(2) 집단수준변수 :
집단의 행동은 개인행동의 합계보다 크며, 집단구성원은 그들이 홀로 있을 때와는 달리 행동하게 된다. 따라서 이 모델의 가치는 증대되며 집단행동의 연구는 보다 중요시된다. 집단수준에서는 집단역학, 팀워크, 의사소통, 리더십, 권력과 정치, 집단 간 관계, 집단 갈등 등의 변수들이 집단행동에 미치는 영향관계를 다루게 된다.
(3) 조직수준변수 :
집단의 힘이 개별구성원의 합계보다 큰 것처럼 조직의 능력은 개별집단의 힘의 합계보다 강하다. 조직행동은 개인행동의 지식과 집단행동의 과학에 공식적 구조이론을 추가함으로써 최고수준의 조직논리에 도달하려는 것이다. 조직수준의 독립변수는 공식적 조직구조•기술과작업과정•직무설계, 인적자원정책과 관행(선발•훈련•평가), 조직문화, 조직스트레스 등 종속변수에 영향을 주는 요인들이다.

## 학문적 특징
로빈스
조직행동론의 학문적 발전에 기여한 여러 학문들이 많이 있지만 개인수준의 조직행동론은 심리학에서 가장 큰 영향을 받았다. 집단수준의 조직행동론은 사회학과 사회심리학에서 큰 영향을 받았으며, 조직수준의 조직행동론은 문화인류학 등에서 큰 영향력을 받았는데 구체적인 내용은 다음과 같다.
심리학(psychology)은 인간의 마음, 의식과 행동을 연구하는 순수학문이다. 심리학자들은 개인의 행동을 이해하는데 관심을 두고 있는데, 조직행동론 개인차원의 행동에서 다루어지고 있는 성격, 가치관, 지각, 인지, 학습, 태도 및 동기부여 등에 관한 주제의 학문적 기반을 제공하고 있다. 초기의 산업 심리학자들은 업무수행의 효율을 떨어뜨리는 작업환경과 피로, 태만, 등에 초점을 맞추어 연구하기도 하였으며 최근에 와서는 직무만족, 성과평가, 종업원선발, 직무설계, 스트레스 등의 영역으로 관심분야를 확대시키고 있다.
사회학(sociology)과 관련하여 사회학자들은 개인이 소속되어 있는 사회시스템을 연구대상으로 삼는다. 사회학자들이 조직행동론의 발전에 기여한 영역은 복잡한 사회시스템 안에서 벌어지는 집단행동에 관한 부분이다. 사회학은 구성원들간의 상호작용, 집단역학, 작업팀, 공식집단 및 비공식집단, 의사소통, 역할, 지위, 권력 등 집단에서 나타나는 행동주제들의 연구를 통하여 조직행동론의 집단행동 연구에 큰 기반을 제공하여 주었다.
사회심리학(social psychology)은 심리학과 사회학의 개념이 혼합되어 있는 학문영역이다. 사회심리학의 연구관심영역은 사람들이 주고받는 영향력에 관한 것이다. 사회심리학은 조직행동론의 주제 중 변화의 실행과 극복방법에 대한 부분에 큰 기여를 하였다. 그 뿐만 아니라 태도의 측정 및 태도 변화에 대해서도 기여를 하였으며 의사소통, 집단활동을 통하여 개인욕구를 달성하는 법, 집단의사결정과정 등에 대해서도 기여를 하였다.
정치학(political science)은 조직 내에 존재하는 정치적 환경 속에서 개인 및 집단의 행동을 연구한다. 구체적으로 기여를 한 연구영역은 갈등구조, 권력배분, 권력행사 등으로 집단수준의 행동차원에서 학문적 기반을 제공하였다.
인류학(anthropology)은 인간활동을 이해하기 위한 부분을 연구하는 학문이다. 인류학에서 관심을 두는 사회는 물리적 특성을 포함하여 사회의 발전과정, 지리적 분산, 집단관계, 관습, 등이 포함되어있다. 문화 및 환경에 대한 인류학자들의 공헌은 국가나 조직에 따른 근본가치의 차이가 인간의 행동을 이해하는데 도움을 준다는 것에 있다. 국가별 문화적 특성의 차이에 대한 최근 이론들은 조직수준의 행동인 조직문화연구 등에 큰 도움을 주었다.
체링튼 
체링튼(D. J. Cherington)은 조직행동연구가 학제적 접근방법(interdisciplinary approach)을 취하고 있다. 따라서[그림]에서 보는 바와 같이 심리학, 사회학, 인류학, 정치학, 경제학, 공학 등을 기초로 하는 행동과학과 사회과학을 응용하는 종합과학의 성격을 띠고 있다.

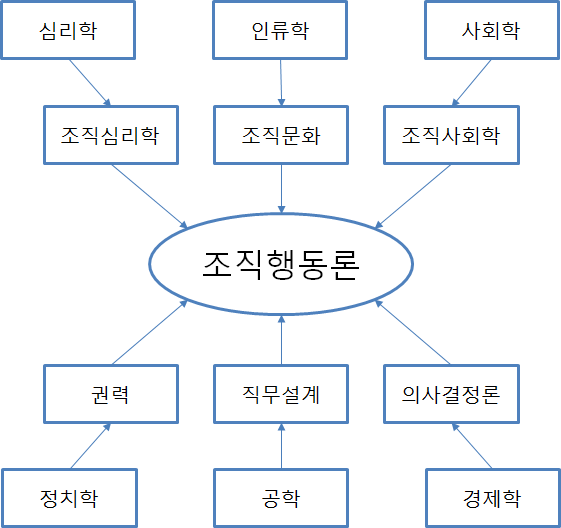

심리학 연구는 사람들의 지각, 학습, 태도형성, 의사결정, 동기부여 등의 연구를 통하여 조직의 개인행동에 관한 아이디어에 공헌하였다.
사회학은 사회적 환경 내의 사회시스템과 사람들의 상호작용을 연구하는 학문으로서, 사회학연구는 조직 내의 사람들이 다른 사람들과 어떻게 관계하고 있는가에 관한 인간행동, 즉 커뮤니케이션, 리더십, 갈등관리, 집단형성, 집단행동 등을 연구대상으로 하고 있다.
인류학은 사회나 집단구성원들의 집단행동에 관한 지식을 제공하며, 구성원들의 공유된 가치나 태도를 포함한 조직문화의 통찰을 제공해준다. 조직문화는 구성원들이 공유하고 있는 가치관, 신념, 전통, 상징으로서 조직구성원들의 사고와 행동양식에 영향을 미친다. 또한 조직문화는 경영자들이 다른 문화를 가진 구성원들의 행동을 이해하는데 도움을 준다.
정치학은 조직행동을 이해하기 위해 자주 등장하는 분야로서 개인 및 집단행동을 연구대상으로 하고 있다. 정치학은 조직에서 사람들이 왜 또는 어떻게 권력을 얻으려 하고 정치적으로 의사결정, 갈등구조, 권력배분, 이익집단행동, 권력 연합형성 등의 행동을 하려 하는가에 관심을 둔다.
경제학은 기업이 제품이나 서비스의 생산, 분배, 소비과정에서 경제성 원칙을 적용하여 의사결정 하는데 도움을 준다. 경영자들은 이윤극대화를 위한 생산성, 수익성, 인적자원계획, 투자수익계산, 비용-수익분석 등에 있어서 경제성을 기준으로 의사결정을 하게 된다.
공학은 근로자들의 작업환경, 작업능률, 동기부여의 관점에서 조직행동에 영향을 미친다. 특히 산업공학은 작업측정, 생산성측정, 작업흐름, 직무설계, 노사관계 등에 관심을 갖는다.
그 밖에 윤리학은 경영자 의사결정의 윤리적•도덕적 측면에 초점을 두며, 의학은 작업자의 스트레스 및 작업환경이 근로자의 피로나 작업능률에 미치는 영향에 관심을 둔다.
그린버그 및 배론 
그린버그 및 배론(J. Greenberg and R. A. Baron)은 과학적 연구방법이 다른 분야의 학문에도 공통적으로 적용되는 것이지만 조직행동이란 학문은 다른 일반학문과 구별되는 다음과 같은 특징을 가진다.
첫째, 조직행동론은 실천(응용)학문이다. 조직행동론은 조직 내 인간의 행동이 왜, 어떻게 일어난다고 설명하는 것 이외에도, 그 지식을 실제로 적용하여 조직의 목표를 효과적으로 달성시키는데 공헌하는 학문이다.
둘째, 조직행동론은 종합학문이다. 조직행동은 바로 인간의 행동이기에「조직행동론」은 인간에 대한연구인 사회과학분야의 심리학, 사회학, 문화인류학, 사회심리학 등과 깊은 관련이 있다.
셋째, 조직행동론은 인간존중의 학문이다. 인간은 조직 속에서 조직에 의존하여 살고 있기 때문에 조직의 성과가 향상되면 인간행복이라는 궁극적 목표를 달성하게 된다. 조직행동의 연구결과는 구성원의 욕구를 효과적으로 충족시키면서 그들의 자아실현, 노동생활의 질(quality of working life: QWL)을 향상시키는데 도움이 된다.

## 역사

### 어원
조직은  기류띠 공동생활을 시작하면서부터 수 천년 동안 존재하여 왔으나 조직행동론의 연구는 상대적으로 최근에 이루어졌다. 조직행동(organizational behavior)이란 용어가 미국에서 사용된 직접적인 계기는 1956년 고든과 하웰(R. A. Gordon and J. E. Howell)이 발간한 『비즈니스를 위한 고등교육』(Higher Education for Business)이라는 이른바, ‘고든•하웰 보고서’에서 비롯된다.
그들은 포드재단(Ford Foundation)의 재정지원을 받아 연구한 이 보고서에서 미국의 경영대학원이 변화하는 환경에 대처할 수 있는 유능한 관리자를 배출하지 못하고 있다고 지적하고 경영관리교육에 있어서 행동과학의 중요성을 주장하였다. 고든•하웰보고서는 1960년대 미국 경영대학원의 교과과정(curriculum) 및 교수진구성에 매우 큰 영향을 주었으며, 이로 인하여 ‘조직’과 ‘인간’을 결합한 ‘조직행동론’이라는 새로운 연구영역이 확립되었다.

### 조직이론의 발전과정[28]
조직행동론의 발전과정을 살펴보기에 앞서 조직행동론의 발전에 영향을 준 조직 이론의 발전과정을 살펴봐야 한다. 조직행동론은 조직의 유효성과 능률성을 제고하기 위하여 조직 내의 인간행동 즉, 개인행동을 비롯하여 집단행동, 조직행동을 이해하고, 설명, 예측, 통제하려는 학문이다. 1960년대와 1970년대 이르러 조직행동이라고 알려진 보다 종합적이고 여러 분석수준, 즉 개인, 집단, 그리고 조직체의 문제를 포괄적으로 다루는 새로운 학문이 태동하게 되었다. 그러므로 조직행동론의 발전과정을 이해하기 위해서는 조직이론의 발전과정을 살펴보는 것이 무엇보다 중요하다.
조직이론이란 조직 내의 현상에 대한 연구 결과로 얻은 논리적이고 정당한 체계이다. 즉, 조직의 구조를 비롯한 조직의 요소를 연구하여 조직을 보다 바람직하게 유지•발전시키는데 도움을 주고자 체계화한 이론을 조직 이론이라 한다. 미국의 행정학자 왈도(C. D. Waldo)는 시대적으로 고전이론(1910년대), 신고전이론(1930년대), 현대이론(1950년대)으로 분류하여 고찰하고 있다.

#### 전통적 조직이론: 고전적 조직이론(traditional organization theory)[30]
조직에 대한 의식적인 관심은 고대로부터 있어 온 터이지만, 조직을 행정현상과 관련하여 경험적으로 연구하기 시작한 것은 1900년대 초부터라 말할 수 있다. 그 첫 번째 결실은 1911년 미국에서 등장한 과학적 관리론(科學的管理論)이고 뒤이어 독일에서 등장한 관료제 이론 등이 그것이다. 이 시대에 등장한 조직이론을 묶어 흔히 고전적 조직이론(classical organization theory)이라 부른다. 이러한 고전적 조직이론의 특징은 인간으로 구성된 조직을 한 가지 기계적 구조로 보고 오직 구조의 합리화를 통해 조직의 능률성을 추구하려는 데 있다.
(1) 과학적 관리론 :
19세기 말부터 20세기 초엽 미국에서 산업자본주의가 전개됨에 따라 미국의 테일러(F. W. Taylor)에 의하여 일어났으며 당시 기업의 규모가 커지고 체계적인 기업활동이 필요하게 됨에 따라 경영자들의 일차적 관심사는 노동자들의 조직적 태업을 방지하고 능률(efficiency)을 올리는 것이었다. 따라서 과학적 관리법은 태업의 방지와 능률의 증진을 위하여 차별적 성과급제를 비롯하여 기획부제 등을 통하여 과업관리(task management)를 하였다. 이러한 제도를 테일러 시스템(Taylor system)이라고 하며 경영이념을 테일리즘(Taylorism)이라고 한다.
(2) 관료제론 :
웨버(M. Weber)는 독일사회학자로 인간의 사회적 행동을 지배하는 형태를 권한의 유형에 기초하여 다음 3가지를 들고 이중에서 근대사회를 특징짓는 대표적 형태로 합법적 지배를 보았으며 이를 관료제(bureaucracy theory)라 하였다. 여기서 지배자는 피지배자가 인정된 절차에 따라 임명 또는 선택된 엘리트이므로 피지배자는 규칙에 명시된 비인간적인 질서나 지배자의 명령에 복종하게 된다는 것이다. 이것은 거대한 조직을 능률적으로 운영할 때 합리적이 되는 것이다. 관료제조직은 카리스마적 지배와 봉건적 조직에 비해서 합리적 조직이라 지적되고 있다. 그 이유는 직무가 전문화된 전문가에 의해 관리됨으로써 직무수행의 합리성을 높인다는 것이다. 그러나 분파주의를 가져오며 무사안일주의, 권위주의가 강하다는 비판을 받기도 한다.
그러나 관료제 조직에서 전문가들을 고용함으로써 여러 가지 문제점들이 나타나게 되었는바, 예를 들어 전문가들은 자신들의 전문적인 지식과 기술을 바탕으로 자신들 스스로 자율성을 가지고 조직에서 업무를 수행하기를 바라는 반면 관료제 조직에서는 이들의 전문적인 지식과 기술을 조직의 규칙과 규율을 통해 통제하려고 함으로써 관료제 조직과 전문가들 간의 갈등의 골이 깊어지는 결과를 초래하였다(Blau, Heydebrand,& Stauffer, 1976; Derber, 1982; Friedson, 1971, 1994; Grover, 1993; Hekman,Steensma, & Bigley, 2009; Parsons, 1954; Raelin, 1989; Rothman, 1984; Toren, 1976).
이러한 관료제조직과 전문가들 간의 갈등을 해결하기 위하여 조직 이론가들은 세 가지 관점에서 접근해 왔다. 첫째, 구조적 배열의 관점에서 보았을 때, 조직은 전문가들을 조직의 위계구조에 의한 통제를 받지 않는 특정한 부서에 속하게 함으로써 전문가들로 하여금 자신들의 전문적인 지식과 기술을 가지고 자신들의 업무를 통제하고 자신들의 업무에 대해 자율성의 권한을 가지도록 하였다(e.g., Courpasson, 2000; Derber &Schwartz, 1991; Lammers & Garcia, 2009; Nelson & Trubek, 1992; Taulor & Kelly, 2006; Wallace, 1995; Waters, 1989). 이 경우 전문가들은 자신들만이 가지는 전문적인 교육과 훈련 그리고 경험을 통하여 자신들의 업무를 수행하게 되고 조직의 문제를 분석하고 해결할 뿐 아니라, 자신들이 속한 외부의 기관이나 협회의 구성원으로서 자신들을 스스로 규제하고 협회나 기관으로부터의 정보를 사용하여 자신들에게 주어진 복잡한 업무를 자율적으로 수행할 수 있게 된다. 즉, 올리코위스키(1991)가 주장한 것처럼, 전문가들은 자신의 행동에 대해 자신들 스스로 통제를 할 뿐 아니라 전문가 집단의 구성원으로서 자신들이 속한 집단의 통제(일종의 사회적 통제)를 받게 된다. 그러므로 전문가들은 자신들의 업무를 수행함에 있어서 비전문가들과는 달리 조직의 규율이나 규칙에 의존하기보다는 자신들 스스로 또는 전문가집단의 규범에 따르게 된다. 둘째, 직무할당의 관점에서 보았을 때, 비전문가들에게는 관료조직 특성상 기계적인 업무가 주어지는 반면, 전문가들은 전문적인 기술과 지식 그리고 기법 등을 가지고 있으므로 전문가들에게는 기계적인 업무보다는 창의적인 업무(비기계적인 업무)가 주어지게 된다(e.g., Abbott, 1988, 1991; Lammers & Garcia, 2009; Larson, 1977; Sharma, 1997). 예를 들어 박사학위를 소지하고 있는 전문가들에 대해 조직은 일상적이고 반복적인 직무를 할당하기 보다는 비일상적이고 창의적인 업무를 담당케 함으로써 전문가들을 조직의 규율과 규칙으로 통제하는 것이 아니라 전문가들로 하여금 자신들의 직무에 대해 스스로 통제 권한을 가지게 한다. 셋째, 집단이나 팀의 배속 관점에서 보았을 때, 조직은 전문가들을 특정한 집단이나 팀에 배속시키고 집단이나 팀의 관리자로 하여금 전문가들에게 권한을 위임케 함으로써 전문가들이 자신들의 전문적인 지식과 기술을 가지고 자율적으로 자신들의 직무를 수행하게끔 한다(Dent et al., 1996). 예를 들어 조직에서 발생한 문제에 대해 조직에서는 전문가들로 이루어진 타스크포스팀(task force team)을 구성하여 조직의 문제를 해결하게 하는 바, 팀장의 역할은 일종의 조정자의 역할로 업무에 대한 권한은 주로 전문가들이 가지게 된다. 이러한 세 가지 관점은 전문가들이 일상적인 직무보다는 비일상적인 직무를 수행하며, 기계적인 방법이 아니라 창의적인 방법을 통하여 업무를 수행하고, 조직의 규범에 의존하기 보다는 전문가들이 속한 외부의 전문가 협회나 기관들이 정한 규칙에 따라 전문가들 스스로 업무를 통제한다는 공통점을 가진다. 그러나 분석수준을 고려했을 때, 구조적 배열 관점은 부서화에 기초하여 전문가들로 이루어진 부서와 비전문가들로 이루어진 부서로 구분할 수 있으므로 부서 수준에서 성립하지만, 직무의 할당 관점은 전문가들이 어떤 부서에 있건 관계없이 전문가 개개인들에게 비일상적인 직무를 그리고 비전문가들에게는 일상적인 업무를 할당함으로 개인수준에서 성립한다. 또한 집단의 배속 관점은 전문가들을 특정한 집단이나 팀에 배속시킴으로 전문가들로 이루어진 집단과 비전문가들로 이루어진 집단으로 구분할 수 있으므로 집단수준에서 성립한다고 볼 수 있다.

#### 신고전적 조직이론(neo-classical organization theory)[32]
신고전적 조직이론은 메이요(E. Mayo), 뢰슬리스버거(F. Roethlisberger)가 중심이 되어 호손공장에서 이루어진 호손실험을 한 결과에 의해 비롯되었다. 호손실험은 실제로 움직이는 것은 인간임을 인식하여 조직 속의 사람들은 서로 간에 어떠한 유대관계를 맺고 있으며 그러한 관계가 조직에 어떠한 작용을 하는가를 파악하려 하였던 것이다. 그리하여 등장한 것이 메이요(E. Mayo)의 인간관계론(人間關係論)과 바너드(C. Barnard)에 의한 협동체계론(協同體系論)이다. 이러한 조직이론들을 가리켜 흔히 인간관계론 또는 신고전적 조직이론이라 부른다. 즉, 신고전적 조직이론은 조직 내의 인간적 요소를 중시하는 인간관계론적 조직이론을 말한다.
(1) 인간관계론 :
조직원의 성과에 중요한 영향을 끼치는 것은 기업의 제도나 문화보다는 조직원의 사회관계나 개성 등이다. 조직의 발전에 있어서 기술보다 조직 내 조직원들의 인간관계가 더 큰 무게를 차지한다는 이론이다. 인간관계론은 테일러(F. W. Taylor)의 과학적 관리법에서의 비인간적, 기계적 대우에 반발로 발전되었다. 인간관계론이 성립되면서 조직을 개인•비공식 집단 및 집단 상호간의 관계로 되는 사회체제로 인식하게 되었고, 조직내의 인간적 요인이 조직의 주요 관심사로 등장하게 되어 조직 속의 인간을 보는 관점은 일대 변화를 겪게 되었다.
조직 내에서 규칙과 인간관계가 상충하는 경우 집단주의가 강한 조직의 구성원은 관계를 고려해 행동한다는 것을 확인할 수 있었다. 관계를 고려하게 되는 이유는 집단주의의 특징 때문에서 나타나기도 하지만 사회적 교환(social exchange)에 바탕을 두고 있는 관계적 교환(relational exchange)에서도 그 이유를 찾아볼 수 있다.

#### 근대적 조직이론(modern organization theory)
전통적 조직론 및 신고전적 조직론과 상호 배타적이거나 대립적인 것이 아니라 상호보완적이며, 발전적 관계 즉, 과거 방법의 연속선상에 있는 새로운 단계라 이해할 수 있으며 고전적 조직이론과 신고전적 조직이론을 상호보완적으로 결합한 것으로 ‘인간있는 조직이론’ 이라 할 수 있다.
(1) 시스템이론 :
시스템이론(system theory)은 독일의 생물학자인 베르탈란피(L. A. Bertallanffy)에 의해 발표된 이론으로 하나의 조직을 단순한 부분의 합으로 보는 것이 아니라 통합적인 분석(system analysis)방식을 이용하여 하나의 전체로 인식하고 그 전체를 구성하는 요소들 간의 상호관계성 속에서 연구하려는 견해이다. 시스템이론으로 바라본 조직은 하나의 구조를 가지고 전체의 목표를 달성하기 위해 활동하는 것이다. 시스템 개념을 경영관리에 적용시키면 경영 시스템의 개념이 발생할 뿐 아니라 그것을 통해서 새로운 경영계획이나 경영조직, 그리고 경영통제 등의 수법도 개발되는 것이다. 다만 시스템이론의 대표적인 단점은 환경 변화에 시스템 전체가 흔들리기 때문에 환경변화에 대한 대처가 매우 느리다는 점이다.
시스템이론의 분류는 조직과 환경의 관련성 여부에 따라 개방시스템과 폐쇄시스템으로 구분된다. 이러한 구분은 상대적 개념이다. 개방시스템은 환경과의 상호작용으로 지속적인 input과 output이 이루어진다. 폐쇄시스템은 환경과 분리되고 고립된 시스템으로 구성분자만이 존재하고 그 자체로서 모든 것이 충족 된다고 본다.
(2) 상황이론 :
상황이론은 모든 조직이 동일하다는 가정 하에 고전적 조직이론을 비판하면서 나온 것으로, 1950년대 말에 등장해 로렌스(Lawrence)와 로쉬(Lorsch) 등에 의해 발전하였다. 상황이론은 효과적인 조직구조나 관리방법은 환경 등의 상황요인에 따라 달라지기 때문에 구체적인 상황인 환경, 기술, 구조 등에 따라 적합한 조직구조나 관리방법을 찾아낸다. 이는 개방체제로서 조직은 환경을 바꿀 수 없기 때문에, 내부의 조직구조를 바꾸어 환경과의 관계를 적합하게 해야 조직의 능률성이 제고된다고 보기 때문이다. 상황이론은 경영에 있어 보편적인 또는 최고의 방법은 없고, 조직 및 하위시스템의 설계는 환경과 일치되어야 하며, 효과적인 조직은 하위시스템과도 일치해야 한다는 입장이다. 이는 조직을 개방체제로 이해하고, 조직은 환경의 특성에 맞추어 조직 구성요소 간 그리고 구성요소와 환경 간에 적절한 의존관계를 맺어야 한다는 입장으로 이 두 가지 점에서 고전적 조직이론과 큰 차이점을 가지고 있다.
상황이론은 공중의 특성과 커뮤니케이션 행위에 관한 이론으로 Grunig이 1968년에 발표한 이 후 많은 관련 연구를 통해 이론의 타당성이 검증되어왔다. 또한 Grunig 중심의 학자들과 다른 학자들에 의해 이론의 변형과 확장노력이 지속적으로 이뤄지고 있으며 국내에서도 상황이론을 통한 많은 연구들이 이뤄지고 있다. 상황이론은 어떤 이슈든 어떤 공중이든 그 공중의 유형이 세 가지 독립변인인 문제인식, 제약인식, 관여도에 의해 유형화 될 수 있다. 이는 PR실무자들에게 공중은 무엇이며 어떻게 형성되는지 공중에 따른 효과적인 커뮤니케이션 방법과 PR전략은 무엇인지 등과 같은 가장 실무적인 질문에 대한 답변을 용이하게 해주기 때문에 상황이론을 통한 공중분류 노력은 그 유용성이 높다고 할 수 있다.

### 최근 상황
오늘날 진취적인 직장에서는 과거에는 볼 수 없었던 매우 새로운 특징적인 행동들을 엿볼 수 있다. 1990년대부터 사람들의 직무접근방법의 특성이나 속도에 있어서 극적인 변화가 이루어지고 있으며, 어떤 학자들은 이러한 변화에 대해 ‘혁명’이라고까지 지적하고 있다.  다시 말하면, 이는 패러다임의 근본적 변화(paradigm shift)를 의미하는 것이라 할 수 있다. 조직 내에서 패러다임의 변화는 다음과 같은 추세들이 포함되고 있다.
(1) 윤리행동의무 :
비윤리적•불법적 경영관행을 포함하는 강도 높은 부정사건들이 직장 내의 윤리행동에 대한 관심을 불러 일으키고 있다. 조직이나 경영자에 대해서도 공공의 책임과 엄격한 윤리강령이 요구되고 있다.
(2) 인적자원의 중요성 :
동태적이고 복잡한 환경은 계속적인 도전을 요구하고 있다. 조직은 귀중한 자원인 사람들의 지식, 경험, 몰입에 의하여 지속적인 성공의 프리미엄(premium)을 얻게 될 것이다.
(3) 명령과 통제의 종식 :
전통적 계층구조는 새로운 환경의 압력과 요구에 신속하게 대응할 수 없다는 사실이 입증되고 있다. 물적자원에 가치를 두고 있는 계층적구조는 인적자원을 귀중하게 다루는 유연한 구조와 참여적 경영에 의하여 대체되고 있다.
(4) 팀워크의 강조 :
오늘날 조직은 수직적 형태가 아니라 수평적 형태에 초점을 두고 변화하고 있다. 복잡한 환경과 고객 욕구의 변화에 대응하기 위해서 작업이 점점 구성원들의 상호보완적 협력에 초점을 두는 팀 중심으로 되어가고 있다.
(5) 정보통신기술의 영향 확산 :
컴퓨터가 모든 작업에 응용됨에 따라 작업흐름관계, 작업준비, 조직시스템, 조직 프로세스 등 광범위하게 확산되고 있다.
(6) 신세대구성원의 기대존중 :
신세대근로자들은 계층의식이 부족하고, 비공식적이며, 지위관념이 부족한 경향이 있다. 조직은 구성원들이 직무책임과 사생활의 균형을 유지하도록 지원하는데 주의를 기울여야 한다.
(7) 직업과 경력의 개념변화 :
글로벌경제에서 새로운 현실로 나타나고 있는 현상은 경영자들이 보다 많은 직무를 해외에서 아웃소싱 하거나 정규직근로자(full-time employee) 대신에 독립적인 계약직 근로자들을 사용하려는 경향을 띄고 있는 것이다. 글로벌경제에서 근로자들은 직장이라는 개념보다는 직업이나 경력에 충실하려 하고 있다.

## 주요 주제들

### 반생산적 과업행동
반생산적 과업행동(Counterproductive Work Behavior: CWB)은 개개인의 직무성과 에 부정적 영향을 미치며, 나아가 조직전체의 효과성을 잠식시키는 개인의 의도적이 며 자발적 행동으로 정의된다.

### 조직 의사결정
조직의 목표를 달성하기 위하여 개인 간 또는 집단 간에 의견이나 정보를 의사전달 통로를 통해 서로 교환하고 공통된 이해에 도달하며 의사를 전달함으로써 서로를 이해할 수 있도록 상호 작용하는 과정이라고 할 수 있다. 즉, 의사결정이란 유기체들이 서로 공통된 의미를 수립하고 서로의 행동에 영향을 미치는 과정 및 행동이라고 할 수 있다.

### 직원 학대 행위

#### 비인격적 감독행위
비인격적 감독(abusive supervision) 행위는 공격적인 조직행위의 한 유형으로서 적대적인 공격행동으로 나타난다. 감독자의 공격적 행동은 부하에게고의적으로 육체적 및 심리적인 위해를 가하고자 하는 감독자의 행동을 의미하며, 이와 관련하여 tepper는 비인격적 감독이란 육체적인 접촉을 제외한 적대적인 언어 및 비언어적 행동의 지속적인 표현을 하는 감독자에 대한 부하의 인식이라고 정의하였다.

#### 조직 내 따돌림
집단 따돌림을 의미하는 표현으로 가장 보편적으로 통용되고 있는 용어가 “Mobbing”이 다. 집단 따돌림을 의미하는 “Mobbing”은 라틴어의 “mobile vulgus”에서 유래하였고 이는 ‘파괴적 행위를 불사하는 무질서한 군중 또는 익명의 다수’를 의미하는 “mob”이라는 단어에 서 유래하였다. “Mobbing”의 개념은 동물 생태학에서 작은 동물 무리가 자신들보다 더 큰 동물 한 마리를 위협하는 공격하는 현상을 관찰한 Lorenz에 의해 처음 사용되었으며, 이후 “Mobbing”은 원래 집단에 의한 공격을 뜻하기는 하지만, 때로는 한 개인이 다른 사람을 괴롭히는 상황도 포함하는 용어로도 자주 사용되고 있다. 성인 조직에서 발생하는 집단따돌림을 최초로 연구한 Leymann은 직장 내 집단) 따돌림과 스트레스와의 관계에 대하여 자극-반응의 관점 하에서 “한 개인이 한명 이상의 개 인들에 의해 거의 매일 수개월의 기간 동안 잠재적으로 높은 배제위험을 가지고 거의 도움 을 받지 못하는 상황에서 공격받는 사회적 상호작용”이라고 정의 하였다. Zapf는 직장 내의 스트레스요인(stressors) 중 하나이면서, 일반적인 사회적 스트레스요인과 달리 장기간 지속되면서 확산되는 갈등의 극단적인 형태라고 설명하고 있다.

#### 조직 내 무례함
조직 내에서 구성원에게 해를 끼치는 행위는 학대(mistreatment), 공격(aggression), 비인격적 감 독(abusive supervision), 괴롭힘(bullying) 등으로 구분되어 연구자들에게 꾸준한 관심을 받아 왔다. 본 논문에서 주목하고 있는 조직 내 무례함은 다른 조직 내 일탈 행동 (workplace deviance)과 개념적으로 구분되는 두 가지 요소가 있다. 첫째, 조직 내 무례함은 대상 의 피해 정도의 측면에서 다른 일탈 행동에 비해 낮은 정도의 강도를 지닌다. 둘째, 조직 내 무례 함은 대상을 공격하겠다는 직접적인 의도를 표출하는 것 아니라, 불명확하며 애매한 의도를 지닌 행동을 일컫는다. 예를 들면, 다른 조직원을 불쾌하게 쳐다보는 행위, 다른 조직원의 의견을 무시하고 의견 제시 후 침묵한다거나, 가벼운 농담의 소재로 다른 조직원 을 이용하는 것처럼 낮은 강도의 언어적∙비언어적 행위를 포함한다. Aquino &Thau는 조직 내에서 조직 구성원을 피해자로 만드는(workplace victimization) 개념들을 구분하는 3가지 기준을 만들었고, 이를 토대로 그간 학자들이 연구해온 10가지 연관 개 념을 분류하였다. 그 기준의 첫째는 대상에게 심리적으로 해를 끼치는데 그치는지 혹은 육체적으로 해를 끼치는지의 여부이다. 둘째는 대상에게 직접적으로 피해를 입히는지 혹은 간접적으로 피 해를 입히는지를 기준으로 삼았다. 마지막은 가해자의 지위(perpetrator’s status)에 따른 구분이다. 이 기준을 적용해보면, 조직 내 무례함은 대상을 심리적으로는 위협하지 만 육체적으로 해하지는 않으며, 대상을 직접∙간접적 방법을 사용해서 피해를 입힐 수 있고, 주로 상사에 의해서 발생하는 비율이 높지만 동료나 부하, 고객 등을 통해서도 일어나는 특징을 지니고 있다고 정리할 수 있다. 조직 내 무례함의 개념적 정의와 Aquiono&Thau가 제시한 기준을 참고하여 다른 연관 변수와의 차이점을 분류한다면, 첫 번째로 주목할 점은 상대적인 피해 강도(intensity)와 의도성 (intent)이다. 조직 내 무례함이 조직 구성원 사이의 관계를 통해 발현된다는 측면에서, 일탈 행동 중 관계적 일탈 행동과 조직 내 무례함이 개념적으로 비슷하다고 생각 할 수 있다. 하지만 관계적 일탈 행동(interpersonal deviance)에는 직장 내 성희롱, 동료의 물건을 훔치는 행위처럼 보다 직접적인 의도를 포함하여 대상을 상대적으로 강하게 해하려는 행동이 포 함된다. 관계적 일탈 행동은 상대적으로 높은 강도와 직접적 의도를 가지고 있다는 측면에서 직 장 내 괴롭힘(workplace bullying)과 더 연관되어 있다. 사회적 무시 (social undermining)는 조직 구성원의 상호 관계를 파괴하지 않으려는 낮은 강도를 지닌 행동이 라는 점에서 조직 내 무례함과 연관성이 있지만, 분명한 의도를 가 진 행동이라는 측면에서 개념적으로 구분된다. 직장 내 괴롭힘 역시 명백한 의도를 지닌 채 대상에게 피해를 주려고 한다는 점에서 조직 내 무례함과의 개념적 차이를 보인다. 조직 내 무례함은 조직 구성원, 고객, 자신의 일과 관련된 다양한 사람들에게서 발생할 수 있다는 점에서 가해자의 범위가 넓은 특징을 지닌다. 이 점을 고려하면, 비인격적 감독과 개념적으로 확실히 구분되는 측면이 있다. 비인격적 감독 상사가 부하에게 행하는 직장 내 괴롭힘의 일종이 라면, 조직 내 무례함은 상사의 비중이 가장 높긴 하지만 동료나 부하에게서도 경험 할 수 있다.

#### 조직 내 성희롱
성희롱은 성차별의 일종으로 다루어진다 성희롱이라는 용어는 미국에서 1970년대 중반, 영국에서는 1980년대 초반에 논의되기 시작하였다. 성희롱이란 용어 대신에 성적 표현이나 행동으로 표기하거나 성적 괴롭힘,성적 성가심,성적 모욕이란 용어를 사용하는 경우도 있다. 이는 원하지 않는 성적 행위의 부과라는 의미인데 단순히 지나가는 말에서부터 포옹이나 육체적 접촉, 강간에 이르기까지 다양한 행위들이 모두 포함되며, 단순히 성적 욕구에 기초한 행위가 아니라 직장 내 남녀 간의 권력 불평등과 관련되어 있는 경우들이 있다. 성희롱 개념은 1975년 미국 코넬대학의 여성분과에 의해 처음 규정되었으며, 이후 1976년 미국버원의 판결로부터 성차별에 관한 법률문제가 부각되었다. 1992년 1월 UN여성 차별 철폐위원회가 채택한 [여성에 대한 성폭력에 관한 일반 권고 제19호] 에서는 성희롱을 “상대방이 원하지 않는 행위로서 신체적 접촉 및 접근, 성적 성질을 가지는 언급, 외설적 출판물을 보여주는 행위, 언어나 행동에 의한 성적 요구를 포함하는 행위”로서 정의하였다. 국내에서는 남녀고용 평등법 제 2조 제2항에 따르면 직장 내 성희롱은 ‘사업주, 상급자 또는 근로자가 직장 내 지위를 이용하거나 업무와 관련하여 다른 근로자에게 성적인 언동 등으로 성적 굴욕감 또는 혐오감을 느끼게 하거나 성적 언동 그 밖의 요구 등에 대한 불응을 이유로 고용 상 불이익을 주는 것’을 말한다.

### 팀
팀에 대한 개념은 1960년대부터 Cohen을 위시한 학자들 사이에서 꾸준히 정의되어 오고 있다. 그간 정의되어 온 내용을 연도별로 정리해보면 다음표와 같다. 

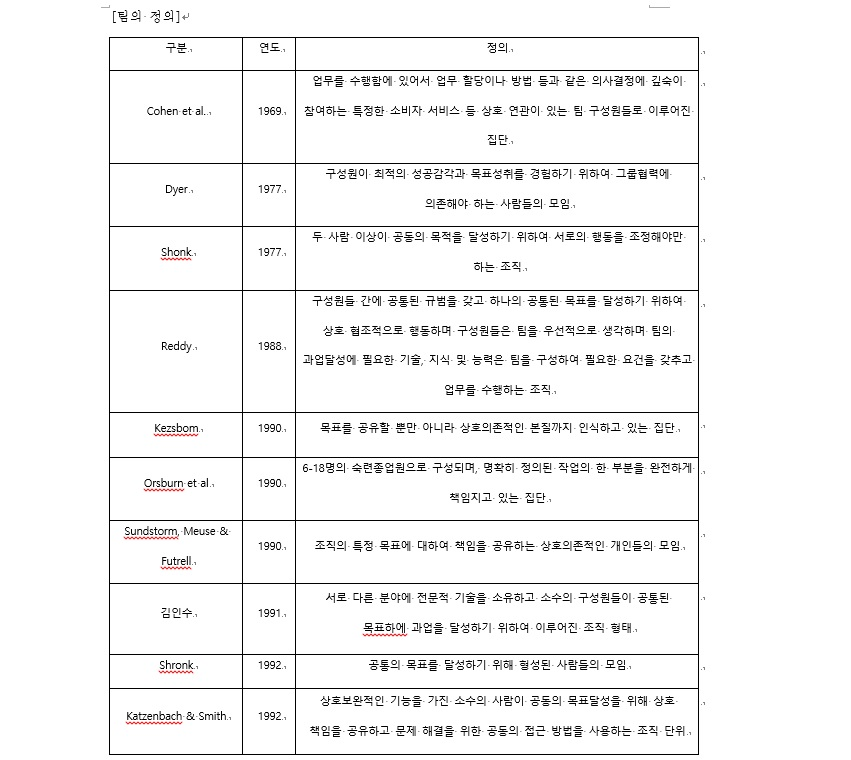

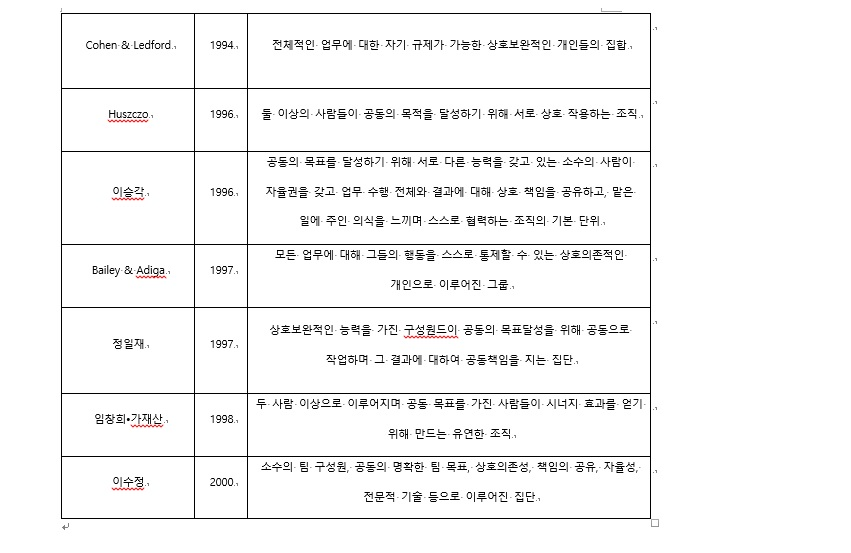

표를 통해 알 수 있듯이 팀의 개념에 대하여 학자마다 약간씩 다르게 표현하고 있지만, 몇 가지 공통점을 도출해 볼 수 있다. 이것은 팀의 기본 요건으로 소수의 사람들이 상호보완적 기능과 능력을 가진 사람들로 구성되어야 하고 또한, 공동의 목적을 공유하며 업무수행 목표에 몰입하는 사람들이 업무수행이나 문제해결을 위해 공통의 접근 방법을 사용하여야 한다. 그리고 팀의 구성원들은 팀의 업무수행결과에 대해 상호책임감을 공유해야 한다.

### 직무 관련 태도와 감정

#### 직무만족
재화와 서비스를 생산하는 모든 근로자는 정신적, 육체적 능력과 시간을 그들의 직무에 투입한다. 직무는 급여이외의 개인적인 목표를 달성하는 수단으로, 종사원이 자신이 업무에서 기대하고 있는 것을 조직이 실제로 제공해 줄 때 긍정적 인 감정을 경험하게 된다. 이런 긍정적인 심리적 상태가 직무 만족(job satisfaction)이다. 직무만족은 학자들의 연구방향과 목적에 따라 개념이나 정의를 달리하고 있다. 직무만족이란 직무경험에 따른 평가로 나타나는 구성원들의 긍정적이거나 부정적인 감정, 존재의 가치 및 사회적 유대관계, 개인의 태도와 가치, 신념 및 욕구 등에 따라 조직구성 원이 직무와 관련하여 갖게 되는 감정적 태도라고 하였다. Herzberg는 2요인 이론(two factor theory)에서 직 무만족과 불만족을 주는 요인은 서로 다른 별개의 차원이라 서비스 전문직 종사자 직무만족의 “사회적 차원”에 관한 연구 93 고 보았다. 그는 직무수행에서 불만족을 주는 환경과 관련된 요인을 위생요인(hygiene factor)이라고 하였으며, 이에는 회 사의 정책, 관리감독, 작업조건, 감독자나 동료간의 관계, 임 금 및 보수, 안정 등이 있으며, 만족을 주는 직무내용과 관련 된 요인을 동기요인(motivation factor)이라고 하였는데 이에는 성취, 성취에 대한 인정, 직무자체, 책임, 성장과 발전, 자아 실현 등이 여기에 해당되는데 직무만족은 동기요인에 의해서 유발된다고 하였다. Porter and Steers는 직무만족의 중요한 요인으로 조직전체(급여, 승진기회, 정책과 절차), 작 업환경(감독유형, 참여적 의사결정, 작업집단규모, 동료관계), 직무내용(범위, 역할모호성, 역할갈등), 그리고 개인적 특성 을 설명하였다. Salancik and Pfeffer는 개인의 직무에 관한 만족도를 측정할 때 직무에 관련된 모든 정보에 의해서 결정하는 것보다 유사한 직무에 종사하는 다른 사람을 관찰 하여 만족도를 추정하고 결정하여야 한다는 사회적인 측면에 서 직무만족을 강조하였다. 국내 연구로 강신규는 직 무만족을 조직적요인, 직무환경요인, 직무내용요인, 개인적 요인 등으로 구별하여 구성요인을 살펴보았다. 염영희, 권성 복, 이윤영, 권은경, 고종욱은 노동보상 변수를 중심으로 하여 과업보상(업무량, 자율성, 의미성, 직무참여성), 조직 보상(승진기회, 직업안정성, 보수), 사회적 보상(동료지원, 가 족지원)으로 직무만족을 설명하였다. 직무만족의 구성요인과 관련된 지금까지의 연구들을 종합해 보면 개인특성, 직무특 성(직무내용, 직무환경), 조직특성으로 분류하고 있다.

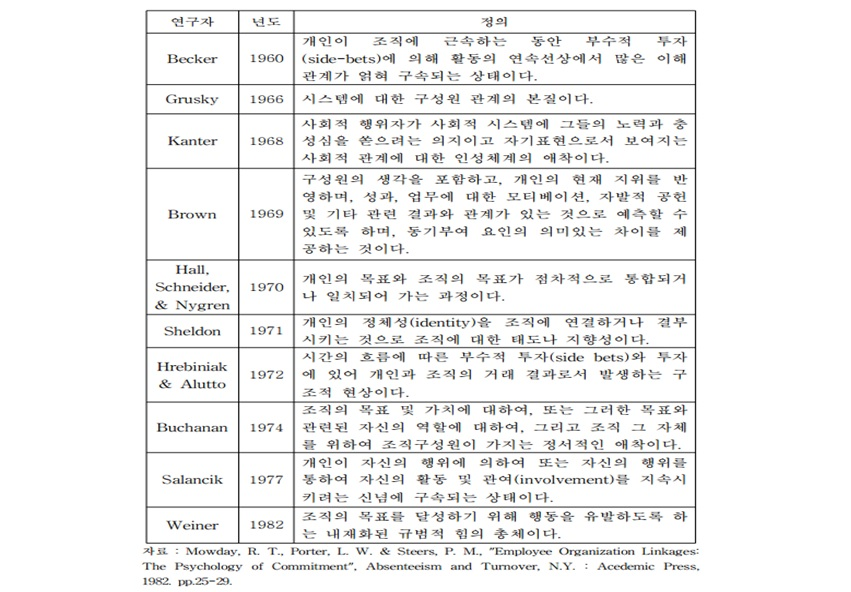

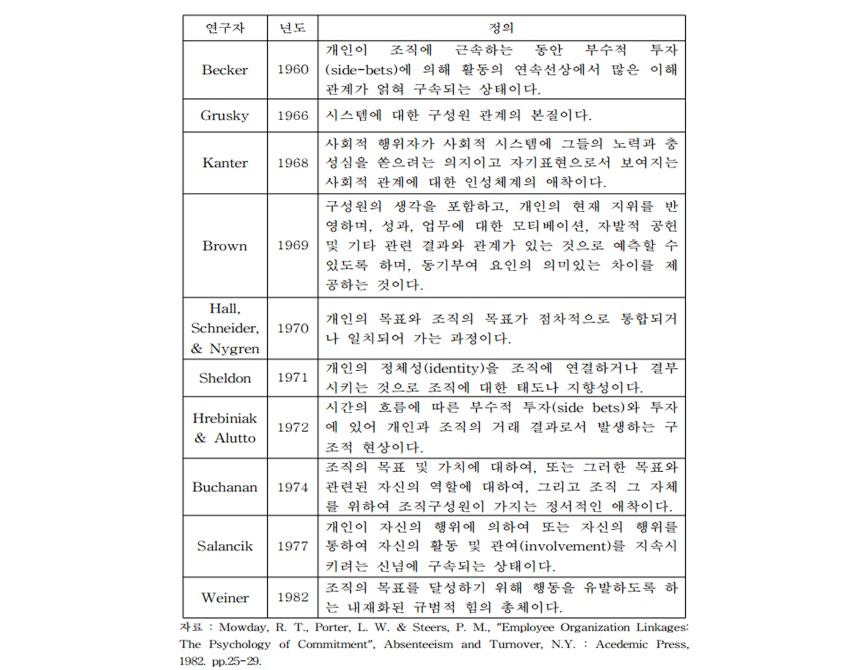

#### 조직몰입
조직몰입은 1960년대 이후 사회학,산업심리학,행동과학 등 여러 분야에 서 폭넓게 연구되어 왔다. 조직몰입이 중요하게 주목받는 이유는 조직몰입 이 조직 구성원의 태도와 행동사이의 관계를 잘 나타내 주고 있기 때문이다. 조직몰입은 오랜 기간 다양한 정의의 측정을 통해 연구가 진행되어 왔으나 조직몰입에 대한 일관되고 통일적인 개념정의가 이루어지지 않았기 때문에 개념의 정확한 정의가 결여되어 있다는 비판이 제기되어 왔다. 이는 조직 몰입의 연구접근 방식이 다르다는 점에 그 이유가 있으며 서로 연구의 분야가 다른 여러 집단의 학자들이 나름대로의 정의를 제시해왔기 때문일 것이다. 이렇게 조직몰입의 개념에 대한 기존의 문헌들을 이론적 실증적으로 종합하여 이해하는 데에는 어려움이 있다.
조직몰입이란 직무에 대한 반응 이상의 조직에 대한 애착을 나타내는 것으로 광범위한 개념이다. 몰입(Commitment)이라는 것은 개인의 태도와 행동의지의 결합으로서 개인이 가지는 특정한 대상에 대한 가치관의 일치를 통하여 심리적인 애착이나 소속의 욕구를 유발시켜 특정한 대상에 대 한 정체성을 소유하거나 특정한 대상에 공헌하는 것을 의미한다. 조직몰입에 대해서는 1960년대부터 지금까지 많은 학자들에 의해 연구되 어 왔지만 현재까지도 학자에 따라 개념을 정의하려는 경향이 있기 때문에 보편화된 정의를 내리기 쉽지 않다.이는 조직몰입을 연구하는 학자들의 학 문 영역이 다양하게 분포되어있으며 또한 연구의 목적에 따라 정의를 다르 게 하고 있기 때문이다. 이렇듯 조직몰입은 조직을 연구하는 학자와 조직 관리를 담당하고 있는 실무자들이 가장 관심을 가져온 주제중 하나로서 이는 조직몰입 수준이 조 직 관리의 효율성 수준을 나타내는 가장 보편적인 개념일 뿐만이 아니라 구성원들의 행동을 예측할 수 있는 사전지표로 활용될 수 있기 때문이다. 조직몰입은 사회과학분야에서 지금까지 수많은 학자들의 관심을 받아온 이슈로서 조직몰입이 조직 구성원들의 심리상태를 이해하는 중요한 개념으로 인식 되면서 연구 분야가 다른 여러 학자들이 나름대로 정의를 제시해 왔다.이렇게 다양한 조직몰입에 대한 정의를 기존 문헌을 통해서 살펴보면 다음 표와 같다. 지금까지 조직몰입의 개념에 대한 연구 중 가장 보편적인 것으로 인정을 받고 있는 것은 Porter, Steers, Mowday & Boulian의 연구이다. 이들은 개인과 조직의 목표일치 관점에서 개인이 조직의 목표와 가치에 대하여 동일시 할 때 몰입이 발생한다고 보았으며 조직의 목표와 가치에 대한 강한 신뢰와 수용, 조직을 위하여 열심히 노력하고자 하는 의지, 조직구성원으로 남고자 하는 강한 욕구 등의 세 가지 요소를 가지는 개념으로 정의 하고 있다. 그리고 Becker는 부차적 이론을 통해 개인이 조직에 근속하는 동안 발생하는 투자요소와 상관관계에 의해 구속되는 상태 Salancik은 귀인 이론적 접근방법을 통해 “자의적이고 명확하게 밖으로 표출되어 취소할 수 없는 자신의 행동에 의해 구속되는 상태 Kanter는 “조직을 위해 노력하는 의지 또는 조직에 대한 충성심 및 애착” Sheldon은 “개인과 조직의 일체감에 애착을 갖거나 개인을 조직에 연결시키는 조직에 대한태도로 조직몰입을 정의하고 있다.

#### 감정노동
감정은 실질적으로 노동의 요소로 인식되지 않고 단순히 인간의 본능적인 측면이나 사회문화적인 구성물이라는 관점으로만 인식되어왔다. 그러나 종사원의 감정표출이 서비스의 제공수준과 직결된다는 관점이 대두되면서 연구의 중요성이 부각되었다. 이와 관련하여 호텔기업과 같은 인적 서비스의 비중이 높은 서비스기업에서는 종사원의 감정표현관리가 중요하다. 이는 기업에 대한 고객평가 및 이미지 구축에 직결되기 때문이다. 즉 서비스접점에서 접점종사원이 고객에게 어떠한 표정 및 감정을 보여 주는 가에 따라 고객이 지각하는 서비스 질이나 고객만족이 달라지기 때문이다. 따라서 호텔기업 등 많은 서비스기업들이 바람직한 표현감정을 설정하여 종사원들에게 규범화된 감정을 연출할 것을 요구하고 있으며, 종사원이 직접 경험하는 감정과는 별개로 조직의 감정표현규범에 부합되도록 감정을 표현하도록 통제하고 있으며, 종사원들은 조직이 요구하는 감정표현을 수행하여야 할 직무의 중요한 구성요소가 되고 있다. 이처럼 조직 내에서 실제 자신의 감정을 통 제하려는 노력과 더불어 사회적으로 바람직해 보이는 특정한 외형적인 감정을 표현하려는 노력을 감정노동이라 한다. 특히 김민수•강원경은 감정노동은 우수한 고객 서비스를 위해 자신이 보여야만 하는 특정 감정을 진심으로 느끼거나 혹은 외형적으로 표현해야 할 때 일어난다고 하고, 고객은 관객, 종사원은 연기자, 고객과 종사원의 상호작용이 이루어지고 있는 현실상황이 무대라고 설정하고 이 때 종사원이 달성해야 할 성과는 고객의 만족이며 이러한 목표를 달성하기 위해 배우인 종사원들은 감정표현을 위한 감정조절이라는 도구들을 사용하여야 한다고 하였다. 그러나 Ashforth and Humphrey는 Hochschild의 견해에 대해 그녀가 제시한 감정노동은 감정의 표현에 중점을 두고 있다고 비판하면서 감정노동은 감정표현의 행위자체에 초점을 두어야 한다고 주장하면서 감정노동을 적절한 감정을 표현하는 행위로 정의하였다.
이는 감정노동이라는 것이 고객에 의해 직접적으로 관찰되거나 영향을 주게 되는 표현의 수행규범을 이행하는 구체적인 행동이기 때문에 종사원은 감정관리수행보다는 단지 표현의 수행규범을 이행하기 때문에 감정노동을 감정표현의 행위자체에 초점을 두여야 한다고 주장하였다. 즉 이들의 정의는 감정노동을 종사원의 감정 그 자체에 기반을 두기 보다는 종사원이 서비스를 수행하는 과정에서 사회규범, 조직규범, 그리고 업무규범 등에 의해서 수행해야 할 규칙으로서의 행위를 강조하는 개념이라고 할 수 있다. 또한 MorrisandFeldman은 종사원이 고객과의 업무수행과정 중에 조직으로부터 요구되는 감정의 표현을 위한 노력, 계획 그리고 통제를 감정노동이라 하였다. 이들은 감정노동을 사회적 요소로서의 감정의 표현을 위한 상호교환관계의 모델을 사용하였으며 조직에서 요구되는 감정을 표현하기 위해서는 종사원 스스로가 어느 정도의 노력이 필요하다는 것을 강조 하고 있다. 이 밖에도 이복임은 종사원과 고객 간의 상호 관계 속에서 조직의 목표달성을 위하여 종사원이 자신의 감정과 표현을 규제하는 행위를 감정노동 이라 정의하였으며 최향석•임효창•정무관의 연구에서는 조직 내에서 자신이 경험하는 실제 감정표현과 조직의 감정표현 규범에 의해 요구되는 감정표현에 차이가 존재할 때 개인의 효과적인 직무수행 또는 조직 내 적응을 위하여 자신이 경험하는 감정을 조직의 표현규범에 맞게 조절하려는 개인적인 노력을 감정노동이라 정의하였다. 아래의 표는 기존 연구자들이 주장한 감정노동의 개념을 정리한 것이다.이처럼 감정노동은 종사원이 고객과의 접점상황에서 자신의 실제 감정을 통제하고 조직의 목표달성을 위해 조직이 요구하는 표현규범을 준수하는 과정 중에 발생하는 개인의 노력이라 할 수 있다. 이러한 서비스조직에서의 감정노동에 대한 연구는 조직구성원들의 직무수행에 필수적인 요소로서 개인과 조직의 성과에 직접적으로 영향을 미치기 때문에 중요하다. 이는 Thayer에 의해 검증되었는데 사람들은 활동적이고 기분이 좋을 때 가장 긍정적이고 창의적인 생각한다고 주장하면서 구성원의 감정이 개개인의 인지적 요소에 영향을 미치며 이를 통해 조직의 성과에 긍정적인 영향을 미칠 수 있다고 하였다. 따라서 조직 구성원의 감정은 더 이상 개인수준에서 조직외부에서 겪게 되는 일상적인 것이 아닌 조직차원에서 관리함으로써 조직의 성과에 영향을 끼칠 수 있는 중요한 요소이다. 특히 호텔기업과 같이 서비스기업에 있어 감정노동에 대한 연구가 가지는 중요성은 호텔상품이 가지고 있는 특성 중의 하나인 소비와 생산이 동시에 발생된다는 점이다. 즉 서비스를 제공한 후에 사후적인 관리가 실질적으로 불가능하기 때문에 고객에게 서비스를 제공하는 순간의 감정 또한 고객의 서비스품질 지각에 중요한 요소로서 작용된다. 또한 호텔기업의 종사원들은 고객접점에서 일하는 업무의 특성 때문에 중요하다. 이는 호텔기업에 종사 하는 종사원의 경우 대면접촉이나 음성접촉을 통하여 업무를 수행하기 때문에 고객과의 접촉 시 감정이 여과 없이 표출될 가능성이 높고 표출된 감정이 고객의 구매의사결정에 많은 영향을 미치기 때문에 호텔기업과 같은 대면서비스가 많은 기업에서는 종사원의 감정노동에 대한 기업차원에서의 관리가 중요하다.

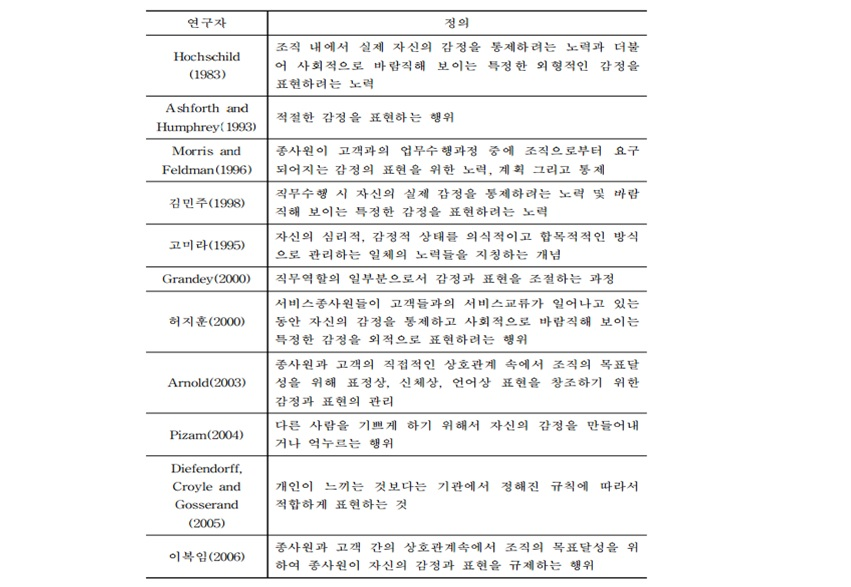

### 리더십
리더십은 이제 학자들의 연구와 일부 전문가들 그리고 기업의 최고경영 자나 중간관리자에게만 취급되는 학술연구와 기업경영 등 특수한 영역이 아니라 모든 사회 조직과 가정에 이르기까지 리더십은 매우 중요하게 작용한다. 그 만큼 지금의 시대에서는 물질적 자원과 무형의 정보 그리고 사람을 얼마나 효율적으로 조직의 목표를 위해 조화롭고 일관성 있게 활용하느냐에 따라서 기업과 여타의 조직의 승패가 달려있으며, 리더가 어떤 리더십을 발휘하느냐에 따라서 조직의 운명이 달라지는 것이다. 리더십이란 요구되는 목표를 달성하기 위하여 개인이나 집단을 조정하며 작동하게 하는 기술을 의미한다. 즉 리더십이란 조직 구성원으로 하여금 바람직한 조직목표에 자발적으로 협조하도록 하는 기술 및 영향력을 말한다. 리더십은 조직의 공식적 구조와 설계의 미비점을 보완하고, 변화하는 환경에 조직이 효율적으로 적응하도록 하며, 조직내부의 조화를 유지시키고, 조직 구성원의 동기를 유발하고 재사회화하는 기능 등을 수행한다. 리더십이라는 개념에 대한 수 많은 정의와 다양한 이론이 등장하여 리더십을 연구하는 학자들의 수만큼이나 정의도 많으며 행동과학의 주제 중 가장 많은 연구대상이 되고 있다고 할 수 있다. 리더십이란 집단의 단합과 사기를 증대시키고 또한 그들 집단구성원의 개인적인 발전을 촉진시킬 수 있도록 집단 내에서 형성되는 상호 작용을 통제하는 것을 의미한다. 물론 리더십의 정의는 학자에 따라 표현을 다양하게 하고 있으나 그 내용은 대동소이 하다고 할 수 있다. 허시와 블랜차드(P.hersey & K.Blanchard)는 특정상황에서 목표달성을 위해 개인 또는 집단의 제반 활동에 영향을 주는 과정을 리더십이라고 규정하고 있으며, 프랜취(W.French)는 일정한 목표달성을 위해 다른 사람들에게 영향을 주는 행위라고 정의하고 있다. 한편, 탄넨바움과 매세릭(R,Tannenbaum & F.Massarik)은 일정한 상황 속에서 특정한 목표를 달성하기 위하여 의사소통의 과정을 거쳐서 형성되는 인적 영향력의 행사과정을 리더십이라고 정의하며, 테리(George R. Terry)는 리더십이란 집단목표를 위해 스스로 노력하도록 인간에게 영향력을 행사하는 활동이라고 정의하고 있다. 그리고 쿤츠(HaroldKoontz)와 오도넬(CyrilO'Donnel)은 공동목표달성에 추종하도록 인간에게 영향을 미치는 것을 리더십이라고 규정하고 있다. 로빈스(S.P.Robins)에 의하면 리더십이란 “리더가 일정한 상황에서 구성원들로 하여금 공통목표를 달성하는 데 필요한 행위를 하도록 영향을 미치는 과정과 그러한 능력을 의미한다. 라고 정의하고 있다. 기타 많은 다른 문헌들을 검토해 보면, 대부분의 학자들은 리더십이란 어떤 주어진 상황 속에서 어떤 목표를 달성하기 위해 인간 또는 집단의 활동에 영향을 미치는 과정으로서, 리더십에 관한 이와 같은 정의에서 필연적으로 나오는 결론은 리더십과정(L)이란 리더(leader:l)와 추종자(fellower:f) 및 상황적 변수(situationalvariables:s)의 함수 관계인 L=f(l,f,s)로 표시 할 수 있다고 하였다. 그러면 여러 학자들의 리더십에 대한 견해를 요약, 정리하여 보면 리더십이란 조직목적을 달성하기 위해 구성원들에게 영향력을 행사하는 과정으로 정의 할 수 있는데, ‘영향력을 행사하는 과정’에는 사람을 변화시키고 새롭게 하며, 힘을 주고 영감을 주는 행위를 말한다. 리더십의 정의에 대하여 여러 학자들의 견해를 요약하고 비교하여 보면 아래의 표와 같다.

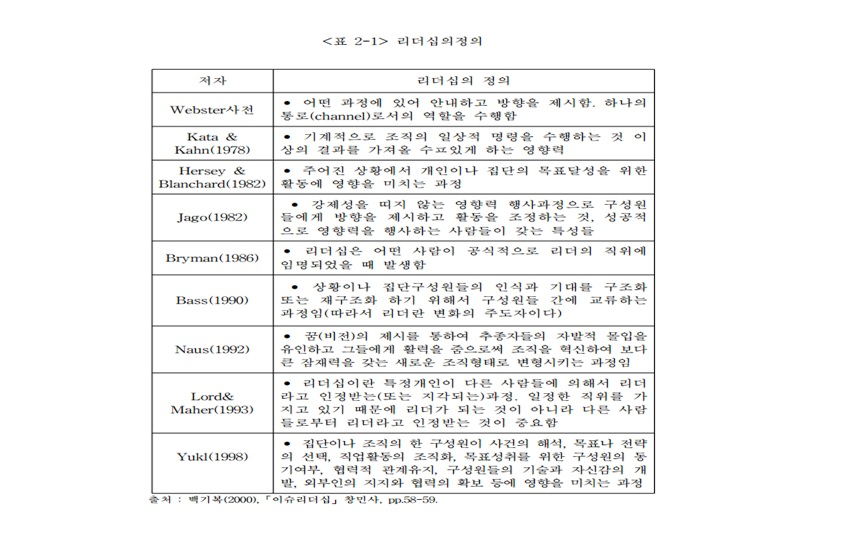

### 경영자의 역할
경영자의 업무는 지위와 관련된 여러 가지 역할이나 행동의 관점에서 설명할 수 있다. 경영자의 업무는 10가지 역할로 구성될 수 있다. 공식적 권한 및 지위를 통하여 3가지의 대인 관련업무가 발생하는데, 이 업무를 수행하는 중에 3가지 정보 관련 업무가 발생한다. 그리고 대인 관련 업무와 정보 관련 업무를 통하여 4가지 의사결정 업무가 발생한다.

#### 대인업무
(1) 조직의 얼굴 역할 : 조직 단위의 수장으로서 모든 경영자는 의전상의 업무를 수행해야 한다. 사장은 방문고관을 만나고, 현장책임자는 선반공의 결혼식에 참여하며, 영업관리자는 중요한 고객과 점심을 먹는다. 필자의 연구에서는 최고경영자들이 이 같은 의전 업무에 총 접촉 시간의 12%를 사용한 것으로 나타났다. 한편, 지위와 관련된 승인 및 요청관련 우편물, 예를 들면 장애 아동들을 위해 상품을 기부해 달라는 편지, 책상 위 에 놓여진 교장의 사인들이 필요한 졸업장 등을 다루는데는 총 접촉 시간의 17%를 사용했던 것으로 나타났다. 이 역할은 경영자의 업무 중 다소 일상적인 일이며, 그다지 깊이가 있는 커뮤니케이션이나 중요한 의사결정을 포함하지 않는다. 그럼에도 불구하고, 이 역할은 조직의 원활한 업무 수행을 위해 매우 중요하며, 무시해서는 안 된다.
(2) 리더 역할 : 경영자는 자기 사업 단위에 소속된 구성원들의 업무에 책임을 진다. 이러한 관점에서 경영자는 리더 역할을 수행한다. 경영자는 종업원을 고용하고 훈련시키는 등의 직접적인 형태나 종업원의 욕구와 조직의 목표를 적절히 절충시켜 종업원을 격려하고, 동기부여 하는 등의 간접적인 형태로 리더의 역할을 수행한다. 뿐만 아니라 경영자가 부하직원과 가지는 모든 접촉, 예를 들면 프로젝트 등에 대한 경영자의 승인, 보고서에 대한 경영자의 반응, 경영자의 관심사 등이 모두 리더 역할과 관련이 있다. 결론적으로 경영자의 영향력은 여기에서 가장 분명히 드러난다. 공식적 권한은 경영자에게 잠재적으로 커다란 권위를 부여하고, 리더십은 그 권위를 구체적으로 나타내는데 많은 영향을 끼치기 때문이다.
(3) 연결 역할 : 특별히 동기부여 관점에서 경영학 문헌은 항상 리더 역할을 다루어 왔다. 이에 비해서 수직적인 명령체계를 벗어나 이루어지는 경영자의 연결 역할은 최근까지도 거의 다루어 지지 않았다. 경영업무와 관련된 대부분의 연구에서 경영자들은 부하직원과 보내는 시간만큼이나 많은 시간을 동료들이나 사업단위 밖의 외부인들과 함께한다. 그러나 놀랍게도 ‘그들의 상사와는 시간을 거의 보내지 않는다.’는 것이 밝혀졌음을 고려한다면, 이는 주목할만한 사실이다. 160만 명의 영국 최고경영자 및 중간관리자들을 대상으로 한 로즈메리 스튜워트의 연구에서, 그들은 자기시간의 47%를 동료, 41%를 조직 내 부하직원 들과 함께 보내는 데 사용한 것으로 나타났으나 그들의 상사에게는 단지 12%만을 썼을 뿐이었다. 헨리미츠버그의 연구에서 보면 최고경영자들은 믿을 수 없을 만큼 광범위 하게 사람들을 만나고 있었다. 즉, 그들의 부하직원에서부터 고객, 공급자, 동료, 동종 업종의 경영자, 정부와 무역관련 공무원, 사외이사, 제휴관계가 없는 개별 사업가에 이르기까지 사람들을 매우 폭넓게 만나고 있었다.

#### 정보 업무
부하직원과의 접촉, 인간관계의 네트워크화 등 상호 접촉이 가지는 이점 덕분에, 경영자는 조직의 중추적 역할을 수행한다. 경영자는 비록 모든 것을 알지 못한다 해도, 적어도 부하직원들 보다는 정보에 밝다. 거리 갱단 두목에서부터 미국 대통령에 이르기까지 다양한 집단을 대상으로 실시 되었던 리더십 관련의 기존 연구들을 통해서 이러한 현상이 어느 집단에서나 공통적으로 나타남을 알 수 있다. 경영자의 대인 업무와 정보 업무의 관계를 고려해 보면, 경영자는 리더이기 때문에 공식적으로 모든 스탭들에게 쉽게 접근할 수 있다. 게다가 부하직원이 수집하기 어려운 외부 정보까지 연결 역할에 의해 수집 가능하다. 이러한 외부 접촉의 상당수는 주로 비슷한 지위의 다른 경영자와 이루어진다. 이들 역시 자기 조직 내에서는 중추적 역할을 하기 때문에, 이들과의 접촉을 통해, 경영자는 막강한 데이터베이스를 구축할 수 있는 것이다.
(4) 정보 수집자 역할 : 경영자는 끊임없이 주변환경에서 정보를 수집한다. 이러한 과정에서 부하직원과 외부 접촉인에게 질문도 하게 되고, 필요하지 않은 정보도 수집하게 된다. 이러한 활동의 많은 부분은 네트워크화된 접촉 때문에 가능하다. 얻어진 정보의 대부분은 종종 가십, 소문, 추측과 같은 구두의 형태임을 주목해야 한다.
(5) 보급자 역할 : 경영자는 부하직원이 수집하기 어려운 중요 정보를 직접적으로 전달하는 역할을 한다. 부하직원간 정보공유가 어려울 때는 다른 부하직원에게도 정보를 보급하는 역할을 수행할 수 있다.
(6) 대변인 역할 : 경영자는 조직내부 정보를 조직 외부 사람에게 전달하기도 한다. 더불어 모든 경영자는 대변인으로서 사업단위를 관리하는 영향력 있는 구성원들에게 내부 정보를 알리고 이를 만족시켜야 한다. 한편, 대기업 사장은 다수 외부관계자에게 대변인 역할을 해야 할 것이다. 즉, 사외이사와 주주에게는 재무상태에 대해 통보해야 하고, 소비자단체에게는 회사가 사회적 책임을 다하고 있음을 확신시켜야 하며, 정부관리에게는 조직이 법을 준수하고 있다는 믿음을 주어야 하기 때문이다.

#### 의사결정 업무
(7) 기업가 역할 : 경영자는 조직을 변화하는 환경에 적응시키며, 발전시키고자 한다. 앞서 경영자의 정보 수집자 역할에서 서술된 바와 같이, 사장은 기업가로서 끊임없이 새로운 아이디어를 얻고자 하며, 일단 훌륭한 아이디어가 생기면 연구개발 프로젝트에 착수하고, 이 프로젝트를 직접 관리, 감독 하거나 그것이 여의치 않을 때는 최종 승인을 미리 기정 사실화 한 다음 다른 사람에게 위임할 것이다. 최고 경영자가 이러한 개발 프로젝트를 진행할 때 2가지 흥미로운 특징을 발견할 수 있다. 하나는 이 프로젝트가 한 번의 의사결정이나 동시다발적인 여러 의사결정으로 이루어지는 것이 아니라, 시간의 흐름에 따른 일련의 소규모 의사결정들과 행동으로 이루어진다는 것이다. 최고경영자는 프로젝트를 순차적으로 진행하여 나감으로써 점진적으로 복잡한 이슈를 이해하려고 하는 것 같다. 두 번째, 최고경영자는 동시에 여러 프로젝트를 관리한다는 것이다. 헨리미츠버그의 연구에서는, 최고경영자들이 동시에 50개나 되는 프로젝트를 관리한 것으로 나타났다. 이중 몇몇 프로젝트는 신제품, 신공정과 관련되어 있었으며, 일부는 홍보, 캠페인, 재무구조 개선, 조직의 취약한 부분에 대한 재검토, 해외지사에서 발생한 도덕적 문제의 해결, 컴퓨터 운용의 통합 및 개발의 각 단계별 성과등과 관련되어 있다. 이와 같이, 최고경영자가 동시에 여러 프로젝트를 다루는 것은, 서커스의 저글링 묘기에 비유될 수 있다. 즉, 최고경영자는 때때로 새로운 프로젝트를 기존의 작업 속으로 밀어 넣고 과거에 실행했던 프로젝트는 마무리 짓지 않은 채 버리곤 한다.
(8) 동요처리자 역할 : 앞서 기업가 역할은 변화를 주도하는 관점에서 경영자를 서술하고 있지만, 동요처리자 역할은 변화에 대처하는 사람으로 경영자를 파악한 것이다. 여기서 변화는 경영자가 통제할 수 없는 것들인데, 예를 들면 파업, 주고객의 파산, 공급자의 계약위반 등과 같은 것이다. 이러한 상황은 회사 입장에서는 위기이기 때문에 경영자는 이에 상응하는 적절한 의사결정을 해야만 한다. 경영자의 업무에 대해 이와 관련된 연구를 수행해 온 레오나드 세일리스는 경영자를 심포니 오케스트라의 지휘자에 비유하였다. 지휘자는 오케스트라 단원들의 문제를 조정하고 기타 외부 장애요소를 제거함으로써 훌륭한 연주를 이끌어 내야만 한다. 마찬가지로, 경영자도 심각한 동요 상황에 세심히 대처해야만 한다. 어떤 조직도 사전에 불확실한 환경의 모든 경우를 고려하면서 표준화된 경영을 수행할 수는 없다. 동요는 자질이 부족한 경영자가 위기라고 느낄 때까지 상황파악을 제대로 못했기 때문에 발생하기도 하지만, 뛰어난 경영자라도 자신이 취한 조치의 모든 결과를 예견하지 못했기 때문에 발생할 수도 있다.
(9) 자원배분자 역할 : 경영자에게는 누구에게 어떤 일을 맡길지에 관한 의사결정 책임이 있다. 즉, 조직 내에서 자원 배분자의 역할을 수행한다. 그런데 경영자에게 가장 중요한 것은 자신의 시간배분일 것이다. 경영자는 조직의 중추일 뿐만 아니라 조직의 의사결정자이기 때문이다. 이외에도 경영자는 일을 배준하고 조정하는 방식을 결정하는 공식적인 조직구조의 설계에 대한 책임이 있다. 또한 경영자는 자원을 배분했기 때문에 그것을 할당 받은 하부조직의 의사결정을 승인하는 권한을 갖게 된다. 이 권한을 통하여 경영자는 의사결정 사항들이 상호연관성을 갖도록 할 수 있다. 이 권한이 없다면 체계적인 의사결정과 전략은 있을 수 없다. 헨리미츠버그의 연구에서 첫 째, 한 때 다양한 자본 지출을 정당화하는 수단이었던 자본예산절차가 광범위하게 쓰여졌음에도 불구하고, 최고경영자의 예산승인은 대부분 임기응변식으로 이루어졌다. 따라서 많은 프로젝트가 자본예산에서 필요로 하는 비용과 이점의 계량화를 할 수 없었다. 둘 째, 최고경영자가 프로젝트의 승인 여부를 결정할 때는 고려 해야 할 사항이 한두 가지가 아님을 헨리미츠버그는 관찰할 수 있었다. 그들은 자기들이 내린 의사결정이 다른 의사결정 및 조직의 전략에 미치는 영향을 고려해야만 한다. 또 그 의사결정 때문에 자원이 낭비되지 않을 뿐만 아니라, 조직에 영향력을 행사하는 사람들이 별다른 저항 없이 그것을 받아들일 것이라는 점을 확실하게 보장해야 했다.
(10) 협상자 역할 : 경영자는 협상에 상당히 많은 시간을 보낸다. 이러한 협상은 경영자의 업무에 있어 빠뜨릴 수 없는 부분이기도 하다. 왜냐하면, 오로지 경영자만이 조직의 자원을 소비할 수 있는 권한을 가지고 있고, 중요한 협상에 필요한 핵심 정보를 가지고 있기 때문이다.

### 동기
동기(motive)란 개인의 행동이나 활동과 밀접한 관계가 있으며, 유기체를 내부로부터 움직여 행동의 실행 또는 목표를 추구하는 행동을 취하게 하는 준비 태세나 상태로서 자신이 원하는 과정 전체를 말한다. 또한 동기는 개인의 행동을 발생시키고, 행동의 방향과 수준 및 강도를 결정짓기도 하는 내적 상태로서 행동을 활성화 하고 행동의 방향을 부여하는 중요한 기능을 갖는다. 그리고 학습자의 동기를 활성화 시키는데 도움을 주는 주요 요인으로는 흥미, 호기심, 도전감, 상상력, 창의력, 신뢰감, 성공 기대와 개인의 강화와 보상, 만족감, 인과성 등이 있다. 교육적 차원에서 보면 동기는 개인의 행동을 활성화 하고, 그 사회가 인정하고 추구하는 바람직한 방향으로의 행동변화를 가지며 그 행동을 지속하게 된다. 즉 동기화는 추동, 유인 욕구와 다른 차원이며, 항상 행동과 관련시켜야 할 성질의 것이다. 따라서 동기화는 교육, 심리, 사업 분야에서 특히 관심을 두는 개념으로서 개인의 행동에 활력소가 되며, 동기화의 전 과정에서 동기유발, 동기환기 또는 목표성취, 동기부여, 환기소멸 등의 과정을 내포하고 있다.

### 도움행동

#### 도움행동(helping behavior)의 정의
도움 행동은 조직 생활에서뿐만 일상 생활에서 일반적으로 관찰할 수 있는 행동으로서 인간뿐만 아니라, 동물에게도 나타날 수 있는 행동이다. 도움행동은 심리학이나 사회학 생물학 인류학 그리고 조직행동론 등의 여러 분야에서 다양한 접근법을 통해 연구 되었고 그 중 가장 큰 이슈는 ‘인간이 어떠한 경우에 도움행동을 취하고 어떠한 경우에 도움행동을 하지 않는지’였다. 이러한 이유로 도움행동의 개념은 각 연구분야의 다양한 이론적 과점과 상황적 제약조건이 반영되어 조작적으로 정의되었다. 따라서 각각의 연구에서 유사한 의미로 정의된 도움행동 개념들의 차이를 비교 분석하고 이를 통해 도움행동의 개념을 명확하게 정의하는 것이 무엇보다도 우선시 되어야 한다.
다양하게 분화된 도움행동 개념들의 정의를 구분하고 비교하기 위해서는 우선 각 분야의 연구들에서 도움행동의 개념들이 다루어지고 있는 맥락에 대한 이해가 필요한데, 첫 째는 일상생활에서 발생하는 도움행동이고, 둘 째는 조직 내 과업환경에서 발생하는 도움행동이 바로 그것이다. 이러한 구분에 따라 도움행동의 선행요인과 결과요인, 그리고 도움행동이 발생하는 메커니즘 등이 달라지기 때문에 이러한 이해는 도움행동을 이해하는데 중요한 의미를 지닌다.

#### 일반적 도움행동의 개념들

##### 친사회적 행동(Prosocial behaviors)[58]
사회에 근거하여 정의되는 행동으로서, 다른 사람 이나 진행중인 정책적 시스템에 일반적으로 이익을 주는 행동이다. 친사회적 행동은 사람들 간의 상호작용 속에서 발생하는 행위로서 도움제공자와 한 명 이상의 수혜자가 존재해야 하며, 사회적으로 정의되기 때문에 도움행동이 특정 형태에 국한되지 않으며 상황에 따라 도움의 형태가 달라질 수 있다는 점이다.

##### 도움(Helping)[59]
다른 사람의 웰빙, 즉 행복을 증진시키거나 어떠한 이익을 제공하는 결과를 가져오는 행동으로, 이러한 개념정의에 의하면, 타인에게 혜택을 제공하는 행동의 결과를 가져온다면, 특정한 형태로 도움의 형태를 특정 짓지 아니한다. 따라서 연구자들은 다양한 형태의 도움을 구분하기 위하여 도움이 발생하는 상황이나 도움이 어떠한 측면에 영향을 끼치는지를 구분하여 그 종류를 제시하였다.
Pearce & Amato(1980)는 도움이 발생하는 상황에서의 3가지 요소를
공식성(planned and formal-sponetaneous or informal)
상황의 심각성(serious-not serious)
도움참여의 직접성(direct-indirect involvement)
로 구분하였고,
Mcguire(1994)는 도움을
일상적 도움(ex: 친구에게 펜을 빌려주는 행위 등)
실질적인 개인적 도움(ex: 친구의 이사를 도와주는 행위 등)
정서적 도움(ex: 친구의 문제를 들어주는 행위 등)
긴급 도움(ex: 사고 시의 희생자를 구출하는 행위 등)
으로 구분하는 등 도움을 좀더 세분화하여 이해하려는 노력이 계속되었다.

##### 이타적 행위(Altruism)[60]
도움을 받는 사람에게 끊임없는 이익을 야기하는 행동, 도움을 주는 사람으로부터 위대한 자기희생을 요구하고 도움을 주는 사람이 아닌 받는 사람에게만 이익을 주려고 하는 행동.
명백하고 유형의 보상 없이 수행되는 도움을 주는 행동
궁극적으로 타인의 이익이나 행복증진을 위한 동기적 상태
대가를 바라지 않는 타인을 위한 도움이나 염려
이타적 행동은 교육학자 사이에서도 논란이 되어온 개념으로, “수혜자에게 실질적 이득을 가져다 주며, 행위자의 상당한 희생이 요구되며, 행위자의 이익이 아니라 오직 수혜자의 이익만을 추구하는 행동”과 같은 보수적 정의부터, ‘명백하거나 유형적인 보상이 없이 수행되는 도움행위’와 같이 최소한의 제약조건을 두는 입장까지 그 정의가 매우 다양하다. 앞에서 도움이 수혜자에게 혜택을 주는 결과를 제공하였는지에 초점을 맞추었다면, 이타적 행위는 행위자의 동기에 관심을 갖는다는 점에서 관점의 변화를 가져왔다.

##### 일반적 상황에서 도움행동의 개념들에 대한 함의
이러한 일반적 도움행동 개념들의 정의를 살펴보면 도움행동의 연구에 있어 다음의 몇 가지 함의를 도출할 수 있다.
특정 행위의 형태를 도움행동으로 제약하지 않는다.
도움행동이 특정행위로 정의되지 않기 때문에 도움 행동이 발생하는 상황과 동기에 대한 이해가 중요한 의미를 갖게 된다. 즉 동일한 행위일지라도 어떠한 상황에서 발생하였는지에 따라 도움의 성격이 달라지게 되며 따라서 선행요인이나 결과요인이 달라지게 된다.
도움행동의 정의에서 알 수 있다시피 도움행동은 일상 생활에서 발생하는 광범위한 종류의 도움행동을 포함한다.
도움행동을 이해하기 위한 다양한 관점들이 개념적 정의에 나타난다.

#### 과업환경에서의 도움행동의 개념들
조직행동론에서의 도움행동은 조직 내 구성원들의 행동이라는 전제조건하에서 연구되었다. 특히 경영학에서 주요 연구 대상인 기업 내 조직구성원들의 행동을 정의하기 위해서는 조직의 존재 목적인 목표달성과 이를 위해 전제된 조직의 구성요소들을 고려해야 한다. 따라서 과업환경에서의 도움행동은 조직구성원들에게 주어진 역할 및 과업의 개념과 연관되어 정의된다.

##### 역할 외 활동(Extra-role behaviors)[62]
조직에 이득이 되거나 이득이 되려고 의도한 행동으로, 현재의 역할 기대를 넘어서 자발적으로 이루어지는 행동이다.
조직행동론에서 도움행동의 개념은 Barnard(1938)의 ‘협력하고자 하는 의지(willingness to cooperate)’, 그리고 Katz and Kahn(1978)의 ‘역할 외 행동’에서 시작되었다고 본다. Katz & Kahn은 조직 내 역할을 ‘주어진 지위나 직무에 부여되어 기대되는 활동들의 집합’으로 정의하고 이러한 역할에 부합하는 행동을 역할 내 행동 혹은 과업수행 행동으로, 공식적으로 기대되는 역할 이외의 자발적 행동을 역할 외 행동으로 구분하였다. 위의 이러한 개념은 조직 내 구성원들의 도움행동을 포함하는 광범위한 개념이라 할 수 있다. 이러한 개념은 다음과 같은 특징을 지닌다.
구성원들이 의무와 관계없이 자발적으로 행하는 행동으로 공식적 과업수행 의무에 관계없이 이루어지므로, 공식적 보상을 받지 아니하며 잘못했을지라도 처벌을 받지 않는다.
조직구성원들의 의도적인 행동이다. 따라서 역할 외 행동을 수행하겠다는 조직구성원들의 적극적인 의사결정 과정이 수반되어야 한다.
행동의 결과가 조직에 긍정적으로 작용하거나, 긍정적인 결과를 만들어내려는 의도가 있어야 된다.
행위자의 이익을 우선시하지 않아야 한다.

##### 친사회적 조직행동(Prosocial organization behaviors)[63]
조직구성원이 자신의 조직 역할을 수행하는 동안 상호작용하고 있는 개인, 집단, 혹은 조직의 이익을 증진시키기 위한 의도로 이들을 향해 행하는 행동이다.
이 정의에 의하여 도움행동, 공유행동, 그리고 개인의 창의적이고 적극적 행동 등 사실상 조직 내에서 이득을 주기 위한 의도를 가지고 다른 사람에게 행하는 모든 종류의 행동을 포함한다. Brief & Motowidlo(1986)은 이보다 더 광범위한 개념의 정의를 제시 했는데, 이들의 정의에는 역할 내 행동, 조직에 역기능적인 행동들까지 모두 포함하기 때문이다. Granham(1989)는 친사회적 조직행동을 주로 개인을 대상으로 하는 행동으로, 조직시민행동을 조직을 대상으로 하는 행동으로 구분하기도 하였으며, 이후 William & Anderson(1994)는 OCB를 조직을 대상으로 하는 OCBO(Organizational citizenship Behaviors that benefit the Organization in general), 사람을 대상으로 하는 OCBI(Organizational citizenship Behavior that immediately benefit specific individuals)로 구분하여 친사회적 조직행동 개념의 필요성을 제기하였다.

##### 능동적 조직행동(Proactive organization behaviors)[64]
능동성은 미래에 초점을 맞추어 (future-focused), 발생할 수 있는 문제를 미리 예상하고 (anticipating), 남이 시킬 때까지 기다리는게 아니라 스스로 개선점을 찾아 나서는 (self-initiating), 변화지향적인 (change-oriented) 태도와 행동을 말한다. Bateman and Crant (1993)은 쉽사리 변하지 않는 상대적으로 안정적인 개인적 특질의 하나로 능동적 성격 (proactive personality)이 존재한다고 주장했다. 한편 다른 연구자들은 능동적 행동 (Proactive behavior at work) 은 능동적 성격과 달리 환경의 변화에 따라 달라지는 개인의 행동적 성향이라고 보았다. 주요한 능동적 행동들은 책임지기 (taking charge), 목소리내기 (voice), 개인주도력 (personal initiative) 등이 있으며 이 밖에도 피드백 구하기 (proactive feedback seeking), 조직내에서 중요한 이슈 제기하기 (issue selling) 등 다양한 능동적 행동들이 연구되고 있다.

##### 조직시민행동(Organizational citizenship behaviors-OCB)[66]
형식적인 보상시스템에 의해 명쾌하게 또는 직접적으로 인식되지 아니한, 개인의 자유재량에 의한 개인적 행동, 그리고 그 총합이 전반적으로 조직의 효과적 기능을 증진 시키는 것
업무수행이 발생하는 사회적, 심리학적 환경을 지원하는 수행
Smith, Organ, Near(1983)은 조직시민행동을 사람들을 돕는 행동을 의미하는 이타주의(altruism)과 조직의 규범이나 규칙, 기대 등에 부응하는 행위를 의미하는 일반적 순응(generalized compliance)의 두 가지 하위 영역으로 구분하였다. Organ(1988)은 이타주의(altruism), 예의(courtesy), 성실함(conscientiousness), 시민적 미덕(civic virtue), 그리고 스포츠맨쉽(sportsmanship)의 다섯 가지 하위영역으로 세분하였으며 Williams & Anderson(1991)은 Organ의 다섯 가지 하위 영역 중 이타주의와 예의와 같은 사람들을 대상으로 하는 조직시민행동을 OCBI로, 조직을 대상으로 하는 나머지 세 가지 하위 영역을 OCBO로 구분하였다.
Banard(1938; Organ, 1990)는 조직은 구성원의 협력적 노력의 결합체로서, 회사로부터 받는 공식적 보상에 대응하는 의무감을 뛰어 넘어 자발적으로 조직에 기여하고 헌신하려는 구성원의 의지가 조직이 효과적으로 기능하는데 필수적인 요소라고 강조하였다. Karz& Kahn(1978)은 조직이 원활히 운영되고 성장하기 위한 필수적인 행동적 요소로서 역할외 행동의 중요성을 강조하였다.
Smith, Organ & Near(1983)의 연구와 Bateman & Organ(1983)의 연구에서 조직시민행동(Organizational Citizenship Behavior: OCB)이라는 용어가 제시되면서, 조직행동에 관한 연구가 시작되었고, 이들은 직무와 직접적인 관련이 없으면서 공식적으로 주어지지도 않은 직무 외 행동이 장기적으로 볼 때, 직무의 조직유효성에 밀접하게 관련된다고 주장하였다.
Bateman & Organ(1983)은 조직시민행동의 개념을 공식적 역할과 관련된 의무나 그에 따른 정형화된 계약이나 보상체계와는 직접적으로 관련되고 있지 않지만 조직 전반에 도움을 주려는 조직구성원의 자발적 행위라고 설명하였다. 즉, 동료들의 일에 개인적 관심을 보인다거나, 건설적인 계약을 하고, 신입사원을 교육시키고, 조직의 자산을 보호하려고 하며, 정해진 기준 이상으로 시간을 잘 지키는 것과 같은 조직에 대한 비공식적 공헌이라고 할 수 있다.
Smith, et. al.(1983)은 조직시민행동은 자기 자신의 성과보다 다른 사람들의 성과에 긍정적인 영향을 미치게 되며, 결국 조직시민행동은 사회 전반에 자발적이고 공정한 행위의 형태로 축적되어 장기적으로 볼 때 사회적 기능을 원활하게 하는데 기여한다고 하였다.
Brief & Motowidlo(1986)는 조직시민행동을 조직의 동료들을 기꺼이 도와주고, 공유하고, 협동하고, 자원 봉사하는 일련의 행동을 의미한다고 하였다. 또한 조직에서 직무수행을 위해 요구되는 역할을 초월하여 개인이나, 집단 그리고 조직의 복지를 증진시킬 의도로 행해지는 행동이라고 설명하였다. 이는 조직시민행동 연구 초기에 제시된 내용을 좀 더 포괄적으로 포함하고 있으며, 개인, 집단 및 조직 간의 상호작용을 바탕으로 형성된 조직구성원들의 행동에 중점을 두고 있다.
Organ(1986)은 조직시민행동을 자발적이고, 공식적인 보상시스템에 의해서 직접적 혹은 명시적으로 인정되지는 않으나 조직이 효과적으로 기능하도록 촉진하는 개인적 행동이라고 정의하였다. 즉, 조직시민행동은 조직의 보상시스템과는 직접적으로 관련되지 않으면서 조직유효성을 장기적으로 향상시키는데 기여할 수 있는 긍정적이고 자발적이며 자유재량적인 조직구성원들의 행동이라 할 수 있다.
이 후 Graham(1991)은 조직시민행동을 개인의 조직에 연관된 모든 긍정적인 행동들이라고 정의하였으며, Organ(1997)은 자발성과 비보상성에 대한 자신의 이전 정의에서 자발성의 역할 외 행동과 역할 내 행동의 모호성을 인정하고 과업성과가 배제된 사회적, 심리적 맥락을 유지하고 제고하는 공헌행동으로 조직시민행동을 재정의하였다.
Organ(1988)은 기존의 조직시민행동 연구를 정리하여 조직시민행동의 정의를 구체적으로 밝혔다. 이 후 연구에서 친조직행동에 포함되는 구체적인 행동유형에는 약간의 차이를 보이지만, 정의의 측면에 있어 대체적으로 Organ(1988)의 정의를 수용하고 있다. 그에 의하면 조직시민행동이란 공식적 보상시스템에 의해 직접적으로 명백히 인식되지는 않으나 총체적으로 조직유효성을 증진시키는데 기여하는 구성원들의 자유재량적 행동이라 할 수 있다.
조직행동 분야의 많은 연구들에서는 이와 같이 조직시민행동의 맥락에서 조직구성원들의 도움행동을 고찰하였는데, 이들 개념적 정의를 살펴보면 일상 생활에서 이루어지는 도움행동과는 차이가 있음을 알 수 있다.
개념적 정의에서 도움행동이 발생하는 상황을 과업환경으로 제한하였다. 따라서 도움행동의 종류 역시 과업과 관련된 일을 도와주는 것으로 정의한다.
조직시민행동은 결과적으로 조직에 이익을 주는 행위로 정의되어, 조직시민행동의 하위 영역으로서 정의된 도움행동 역시 도움을 직접 받는 수혜자 차원의 이익뿐만 아니라 궁극적으로 조직차원의 이익이 되어야 한다는 전제조건이 개념 중에 내포되어 있다.
조직시민행동의 개념적 정의에서 명시된 바와 같이 과업환경에서 역할 외 행동으로서의 도움행동은 평가 및 보상 제동의 존재와 공식적으로 수행해야 할 과업의 존재를 고려하여 상대적으로 정의된 개념으로 볼 수 있다.
개념적 정의에서 점차 행동의 대상에 대한 구분이 명확해지고 있다.
도움행동의 종류를 더욱 구체적으로 세분화하려는 시도가 계속되고 있다.

##### 호의(favor)[70]
조직에 있어서 호의는 조그마한 기술적 전문지식을 제공하는 것부터, 승진을 위하여 동료를 도와주는 것까지 다양하다.
기부의 일방적인 행동으로 이전에 상대로부터 받았던 호의를 화답하거나 또는 직접적 화답의 기대를 가지고 제공하는 것
호의란 여타 과업환경의 도움행동의 개념과는 달리 사회적 교환의 관점에서 정의된 도움행동이라는 점에서 차이가 있다. 조직시민행동이 도움수혜자의 범위를 구체적으로 정의하지 않아 불특정 다수를 포함하는 것과는 달리, 호의는 일대일 관계(dyadic relationship)에서 발생한다는 관계의 구체성을 규정하였다. 요컨대 호의는 사회적 교환관계라는 구체적인 틀에서 정의되었다는 점에서 여타의 도움행동에 비해 도움행동의 성격과 목적이 매우 제한적이라는 특징을 지닌다.
이상의 도움행동의 개념적 정의들의 고찰을 통해 도출할 수 있는 함의는 다음과 같다.
과업환경을 전제로 한 도움행동의 개념들은 일상 생활에서 나타나는 광의의 도움행동 개념에 상황적 제약조건을 추가한 부분적 개념으로 이해할 수 있다.
도움행동의 개념적 정의가 더욱 세분화되고 구체화되었다는 점이다.

### 조직문화
문화란 한 사회의 구성원들이 공유하고 있는 가치, 관습, 규범, 신념, 이념, 전통, 상징체계, 지식, 기술체계 등을 총칭 하는 것으로 그 문화권에 속한 인간의 행동에 영향을 미치는 법칙들에 대한 거시적인 개념이다. 따라서 문화에 대한 전통적인 접근은 거시적인 관점에서 문화인류학, 또는 사회학분야를 중심으로 연구되어 왔지만, 학문의 분야와 그것을 연구하는 학자들의 관점에 따라 매우 다양하게 논의되고 있다. 특히 사회과학에서 문화가 중요한 요소임을 공통적으로 인식했으나 문화 자체가 지니고 있는 다차원적이고 다수준적인 개념으로 인해 개념에 대한 합의된 정의를 도출하지는 못했다(이양수, 1990). 최근에 다원화되고 다변화되어가는 사회환경의 변화 속에서 가장 민감하게 반응하는 것은 바로 조직이며 이러한 조직에서 형성된 조직문화는 조직성과에 많은 영향을 미친다는 인식의 확산 속에서 조직문화의 개념이 출현하였으며, 이에 대한 중요성도 강조되기 시작했다(Smircich, 1983). 하지만 조직문화라는 개념자체도 문화의 개념에 대한 합의점이 존재하지 않은 상태에서 출현하였기 때문에 조직문화에 대한 개념을 연구하는 학자마다 다양하게 정의되고 있다.  조직문화가 본격적으로 출현하게 된 것은 Pettigrew(1979)의 논문에서 출발하게 된다.  조직문화를 주어진 시기에 특정집단의 운영을 위해 공적이며 집합적으로 수용된 의미의 시스템으로 상징, 언어, 이념, 신념, 의식, 신화 등 조직체 개념의 총체적 원천으로 나타내었다.  물론 조직문화의 대중화를 이끈 것은 Deal & Kennedy(1982)와 Peters & Waterman(1982)의 문헌에서 나타내고 있는 기업문화에 대한 개념으로 이들 또한 다양한 기업상황아래에서 구성원들의 행동을 결정짓는 비공식적인 지침으로 보고, 그 조직체환경, 가치관, 중심인물, 그리고 의례와 관례 등으로 구성되어 있다고 나타내었다.
조직문화의 주요개념으로 자리잡고 있는 것은 조직구성원이 공동으로 가지고 있는 가치관이나 신념이라는 관점에서의 연구가 주를 이루고 있다. 특히 이들은 조직구성원들이 속해있는 사회문화(social culture)의 영향을 받아 최고관리자와 조직의 일반구성원들의 이미지체계의 작용되어 조직의 공유된 가치로서 조직전체의 이미지로 체화된 것으로 나타내고 있다(Borms&Gahmbeg, 1983). 조직문화를 조직구성원들에게 의미를 부여하고 조직 내에서의 행위에 대한 규칙을 제공해주는 공유된 신념과 가치 또는 조직 속에서 이루어지는 활동 뒤에 따라다니는 눈에 보이지 않는 힘이라고 보기 때문에 조직문화의 어떤 요인들이 어떻게 작용을 하느냐에 따라 조직구성원의 행태와 가치는 달라지며 조직의 기능과 활동도 영향을 받게 된다(Ott, 1989). 국내의 연구에서는 대표적으로 신유근(1982)의 저서에서 조직문화는 조직이 만들어낸 것으로서 조직의 하위시스템, 즉 내부변수라고 보고 조직문화는 조직의 내부변수로서 조직의 가치와 신념을 나타내며 이를 구성원들에게 전달해주는 상징, 의례 등의 체계라는 정도로 합의가 이루어지고 있는 것이라고 나타내고 있다. 박순애ㆍ오현주(2006)는 조직문화는 조직구조와 목적, 조직가치, 임무, 분위기, 개인가치와 믿음 같은 잠재변수(latent variables)에 의해 작동되며, 이는 조직이 추구하는 성과의 수준뿐만 아니라 조직구성원의 행태에 영향을 미친다고 하였다.

### 성격
조직은 특정의 목표에 의해 존재하는 것으로, 과거에는 합법적․합리적 패러다임에 입각한 관리에 치중하였다면, 급격한 환경변화에 직면한 현대의 조직은 보다 동태적인 패러다임을 요구하게 되었다. 즉, 현대의 조직은 안정성과 지속성을 유지하면서 환경변화에 적응하려는 조직혁신을 통한 동태적 균형을 이루어야 생존할 수 있으며 외부로부터 강한 무엇인가를 조직에 적용시켜서 조직이 강화된다기보다는 조직이 자기의 특질을 파악하고 그 특질을 활용하여 조직을 성장시키는 것이다. 조직이 가지고 있는 자기의 특질이 무엇인가에 대한 이해를 위해서는 먼저, 조직의 주요자원인 인간의 특질에 대한 설명이 요구된다. 조직성격에 관한 연구의 효시라고 할 수 있는 Bridges(1992)는 본질적으로 조직과 개인은 매우 유사하다는 점에 근거하고 있기 때문이다. 즉, 인간들은 여러 가지 중요한 측면에서 유사하지만, 사고방식, 자신이 처한 환경을 해석하는 방식, 그리고 환경에 반응하는 방식 등이 서로 다른 개인차를 가지고 있으며, 이러한 개인차를 설명할 때 가장 중요한 것이 개인특유의 특성과 특질의 총체인 ‘개인의 성격’이다. 또한 김재경(2007)은 ‘개인의 성격’은 시간에 따라 계속성을 갖는 사람들의 심리적행위(사고, 느낌 및 행위)에서 공통성과 차별성을 결정짓는 일련의 안정된 특징과 경향으로 사회적, 생리적운동의 압력에 따라 쉽게 변할 것 같지는 않는 개인이 갖고 있는 특성, 경향 그리고 기질의 집합으로 보았다.
그리고 조직과 조직구성원간에는 상호작용적 관점에서 조직구성원들은 조직으로부터 다양한 인상과 느낌을 받는다. 따라서, ‘조직의 성격’은 시간에 따라서 그리고 조직의 경험을 통해서 조직을 구성하는 조직원들의 가치관이나 신념에 따라서 다른 조직과 구별될 수 있는 독특한 기질이나 행동양식을 의미하는 것으로, 조직의 역사적인 경험이나 전통이 성격 형성에 영향을 미치고 조직의 목적과 목표가 무엇인가에 따라 조직의 성격은 영향을 받는다. 따라서 동일한 업무를 담당하는 조직일지라도 조직의 리더 나인 간 관계, 조직 환경 등에 따라 각각 상이한 조직 성격을 가질 수 있다. 이러한 관점에서 성격은 조직풍토와 조직문화 등과 유사한 개념으로 사용되나, 조직 성격은 조직풍토의 개념에서 조직문화를 측정하기 위한 수단적 개념으로 보기도 하며, 또한 조직의 문화, 분위기 또는 가치체계, 조직의 체계 및 구조나 행태 등을 변화시키기 위한 계획적이고 체계적인 관리과정 즉, 조직 발전의 전제로서 특정 정보 또는 평가를 제공하는 조직진단의 한 영역으로 이해되고 있다. 박용 치우(1999)의 연구에서는, 조직진단이란 조직의 역량을 증진시키고 조직 구성요소의 역기능적 측면을 변화시켜 조직의 효과성을 증대하고 지속적인 개선을 도모하는 과정으로 조직이 당면한 위기에 대처하거나 새로운 변화와 발전을 모색하는 데 필수적인 단계를 말한다. 최근에는 단순히 조직의 구성만을 분석하는 것이 아니라, 조직의 구조, 기술, 기능, 형태, 효율성, 성격 등 그 내용과 범위가 다양하게 활용되고 있다. 따라서 특정 정보 또는 평가의 제공, 특정한 조직문제의 해결, 조직효과성 증진 방안의 제시, 조직학습을 제공하며, 이와 아울러 외부적으로는 고객들의 삶의 질을 얼마나 증진시키고 있는지를 내부적으로는 서비스가 능률적으로 제공되고 있는지의 여부 등을 진단하게 해준다. 그리고 Heller(1999)는 조직 성격은 조직 구성원들을 특정 짓는 관련 사항들의 가치에 대하여 해석이 가능한 조합들로부터 형성된 것이기 때문에 가치를 지니게 되므로 조직 성격은 조직 및 그 상호 관계의 전체적인 체계를 대체할 수 있다고 하였다. 이러한 조직 성격의 측정은 유대용(1999)은 조직이 내재하고 있는 이미지를 측정 가능하게 해주며, 조직의 특성을 이해하기 쉽고 빨리 진단할 수 있는 장점이 있고, 조직이 수행하는 목적과 기능에 따라 그러한 조직 성격이 바람직한 것인지 아닌지를 판단하여 조직의 변화 방향을 설정할 수 있는 장점이 있다고 할 수 있다.

### 직무스트레스
우리가 일상생활에서 사용하고 있는 사전적 의미의 스트레스란 생체에 대하여 평균 이상의 긴장을 유발하게 하는 것이라고 할 수 있다(김대희, 2001). 스트레스(stress)라는 말은 “stringer(팽팽하게 죄다)”라는 라틴어로부터 유래되었는데, 이 후 여러 단어로 쓰이다가 지금의 stress라는 단어로 쓰이기 시작했다(Ivancevich & Matteson, 1980). 스트레스라는 용어와 관련하여 Ivancevich(1996)는 스트레스를 “어떤 사람에게 특별한 요구를 하는 행위나 상황, 또는 어떠한 사건의 결과로 인해 초래되는 적응반응”이라고 정의하고 있으며, 개인에 따라 적응반응의 양상에 차이를 보인다고 설명하고 있다. Ivancevich의 스트레스에 대한 정의에서 “특별한 요구”라는 것은 중요하거나 또는 이례적인 요구를 뜻하는 것으로, 이러한 특별한 요구들에 대해서만 스트레스라는 반응이 나타나게 된다고 할 수 있다. 이와 같은 이유로 김주엽 외(2012)는 스트레스는 위급한 상황이나 슬픔과 같은 부정적인 상황은 물론, 기쁘거나 바람직한 긍정적 상황에서도 발생할 수 있다고 주장하고 있다. 이러한 오늘날의 스트레스 개념이 20세기 의학계에 소개되기 시작하였고, 이를 기점으로 하여 스트레스의 반응과 관련된 연구가 활발해지기 시작했다. 스트레스란, 특정사건 또는 특정상황 하에서 주어지는 과도한 정신적 요구나 신체적 요구에 대한 적응양식이라고 할 수 있다. 상황적 요구의 과도한 정도는 개인의 특성에 따라 다를 수 있는데, 이 때문에 Ivancevich & Matteson(1982)는 스트레스 요인들이 각 개인의 특성에 따라 지각되는 정도가 달라질 수 있다고 하였고, 이러한 이유로 스트레스 요인 자체의 방향성 보다는 특성에 따른 영향력에 초점을 둔 연구가 활발히 진행되어 왔다.

### 일-가정
일과 가정의 분리는 산업사회의 산물이다. 농경사회에서는 명확히 구분되지 않았던 일과 가정생활이 산업사회가 진행되면서 점차 직장은 삶을 영위하기 위한 경제적 활동 공간으로, 가정은 일하는 동안 쌓인 피로를 풀고 여가를 즐기는 신성한 사적 공간으로 받아들여지게 되었다(김주엽, 2006; Shumate&Fulk, 2004). 오랜 기간 동안 회사와 일을 중시하던 근로자들의 가치관이 개인의 생활을 중시하는 방향으로 변화하고 있다. 일-가정 균형에 대한 관심은 학계뿐만 아니라 실무적 측면에서도 지속적인 증가세에 있다. 오히려 학계에 비해 실무영역에서 더욱 주목을 받고 있는 실정이다(Hilletal, 2006).
일과 가정이라는 두 영역의 상호 관련성과 관련하여 초기에 이루어진 많은 담론과 연구들은 주로 이 둘 사이의 갈등적 측면에 주목하였다. 선진국은 일찍이 근로자의 인식 변화에 따라 일-가정 갈등이 초래하는 사회적 문제들이 대두 되었다. 현재 중국에서는 일-가정 갈등이 초래하는 사회적 문제들이 미치는 영향의 범위도 넓어지고 있다. 이러한 이유로 일과 가정의 균형에 대하여 연구할 필요성이 있다. 많은 학자들이 일-가정 갈등이 초래하는 사회적 문제들로 인한 부정적 결과를 감소시키기 위하여 연구를 하였다. 초기에는 종업원의 개인 요인을 중심으로 연구하였다. 최근 연구동향은 개인 요인(삶의 질, 건강 문제 등)뿐만 아니라 기업의 환경 변화로 인한 개인과 가족 구성원, 직장동료, 상사와 부하 등을 중심으로 연구하고 있으며 조직에서도 일-가정 갈등이 초래하는 사회적 문제가 원인 된다는 결과를 찾을 수 있다. (Allen & Sutton, 2000; Quick&Quick, 2004; 강혜련•최서연•2001; 김주연, 2006). 일과 가정의 상호 관련성에 대한 초기 연구들의 대부분은 개인이 역할수행을 위한 정신적, 물질적, 또는 시간적 자원이 한정되어 있다는 가정하에서 자원 소소 모형에 기반을 두었다. 이 모형은 한 영역의 역할을 수행하면서 사용된 자원은 소모되어 사라지기 때문에, 다른 역할을 수행하는 데 있어, 잔여 자원만이 활용 가능하다는 가정으로 자원의 배분 문제를 중점적으로 바라보았다. 따라 직장인이 직장에서 수행하는 역할인 직장생활과 가정에서 수행하는 역할인 가정생활일 사이에서 상충관계가 발생하여 갈등이 발생한다고 주장하였다(김주엽, 2006). 선행연구들의 일-가정에 관한 관점에 따라 분류하면 일-가정 갈등(work-family conflict) 관점(Greenhaus& Beutell, 1985), 일-가정 비옥화(work-family enrichment) 관점(Greenhaus& Powell, 2006), 일-가정 균형(work-familybalance)관점(Kalliath&Brough, 2008)이 있다.

## 같이 보기
- 조직 개발